# Historisches Museum Frankfurt

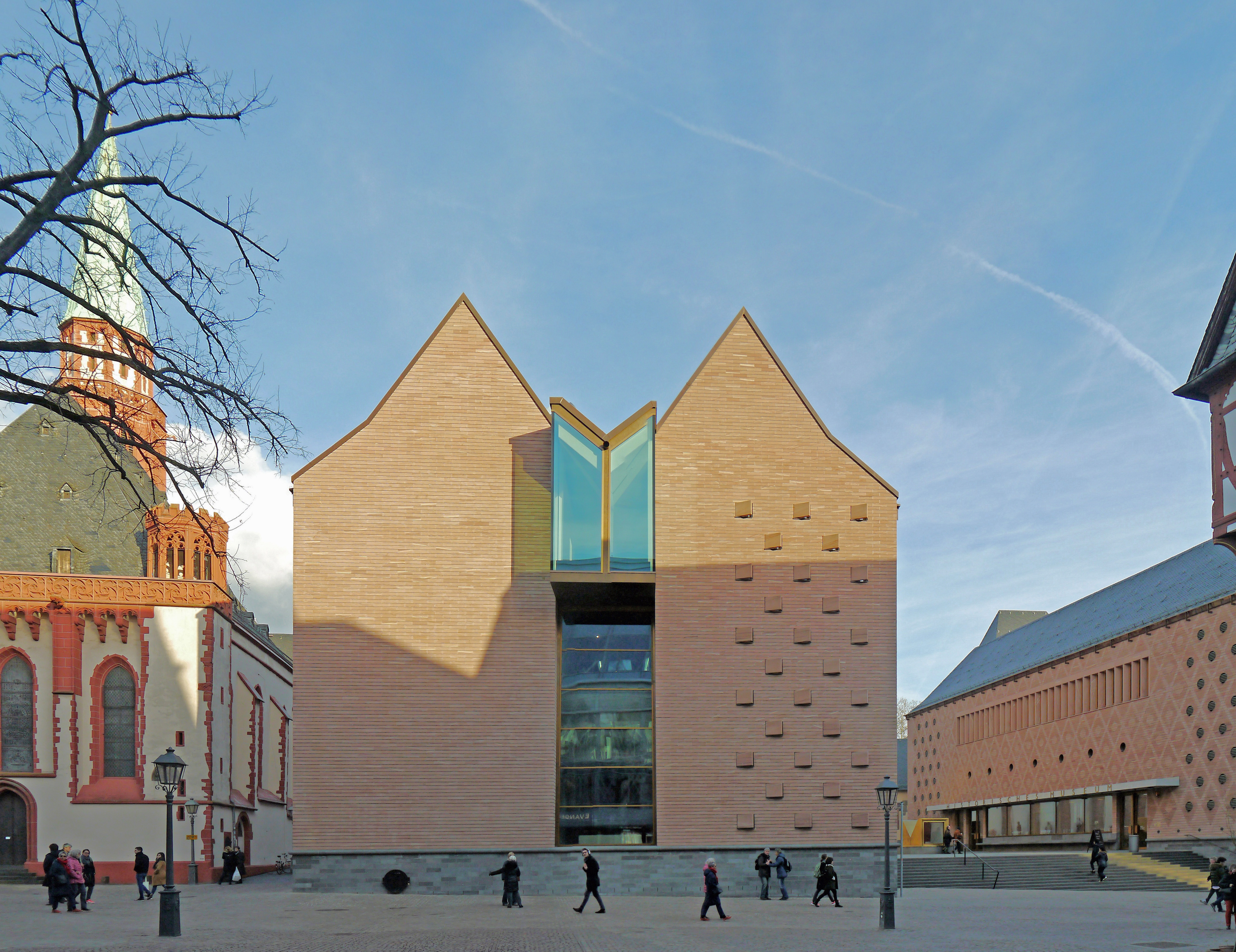
2017 errichtetes Ausstellungsgebäude (2018)

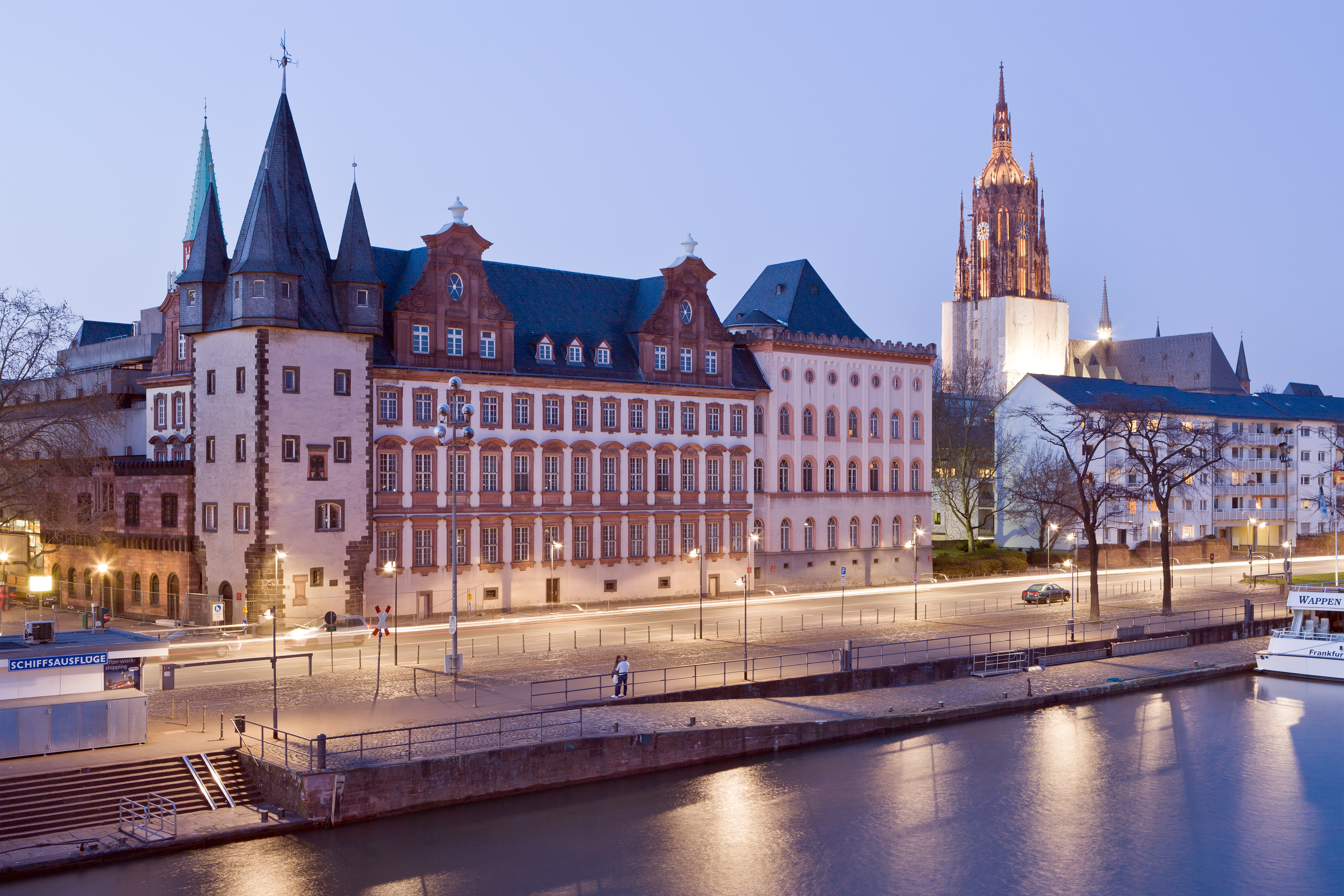
Saalhof vom Eisernen Steg aus mit Rententurm, Bernusbau und Burnitzbau (von links), März 2009

Das Historische Museum (HMF) von Frankfurt am Main wurde 1877/1878 aufgrund bürgerschaftlicher Initiativen gegründet mit der Aufgabe, „geeignete Gegenstände aus dem gesamten Gebiet der Kultur- und Kunstaltertümer mit besonderer Berücksichtigung der Stadt Frankfurt am Main und ihrer Umgebung zu erwerben und sie durch wissenschaftliche Erforschung nutzbar zu machen“. Das Museum sollte eine Bildungseinrichtung sein und die Erinnerung an die Zeit der Freien Stadt Frankfurt wachhalten.
Das Museum befindet sich in der Frankfurter Altstadt südlich des Römerbergs, zwischen der Alten Nikolaikirche und dem Mainkai. Für den Sichtbeton-Neubau des Historischen Museums 1972 war das noch intakte Haus Freudenberg abgerissen worden, welches als eines der wenigen Altstadthäuser den Zweiten Weltkrieg überstanden hatte. Der 1972 errichtete Teil wurde wiederum 2011 abgerissen und durch einen Neubau ersetzt. Wegen Umbau- und Sanierungsmaßnahmen der Altbauten (vor 1971) war das Museum bis Anfang 2012 geschlossen. Am 26. Mai 2012 wurde der sanierte Altbaubestand und am 7. Oktober 2017 der Neubau eröffnet.

## Geschichte

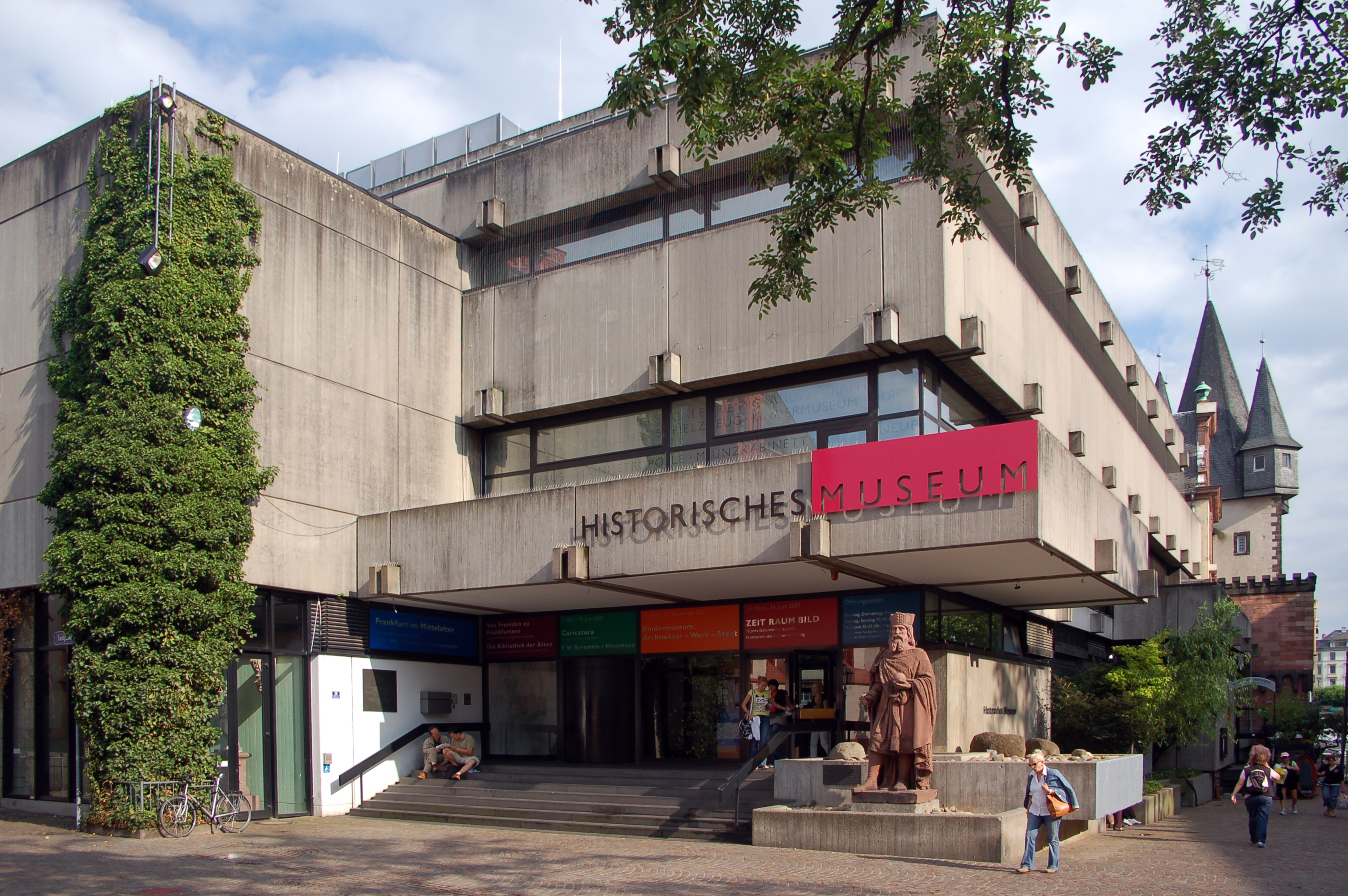
Zugang, 1972–2011 (Foto: 2007)

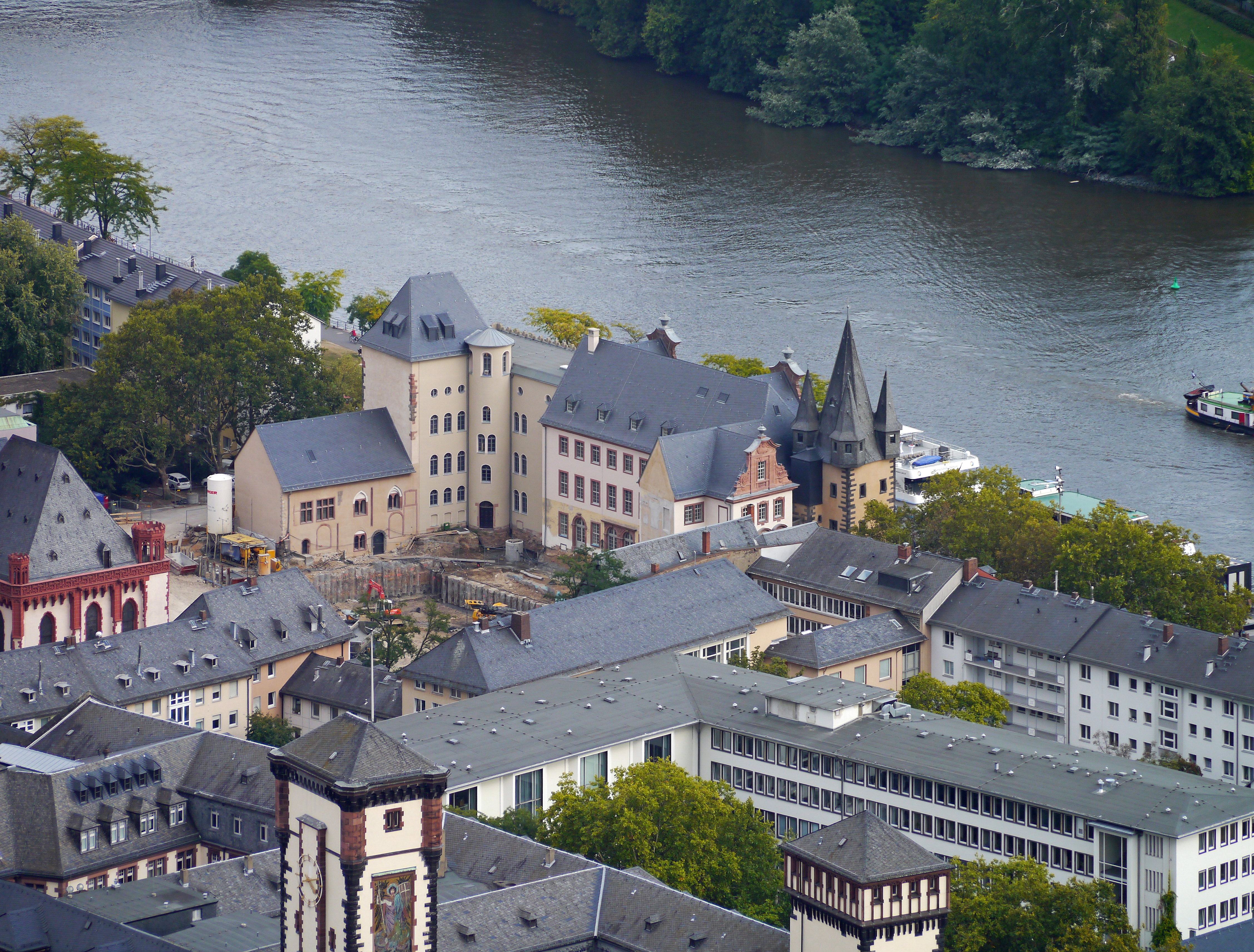
Baustelle im September 2012

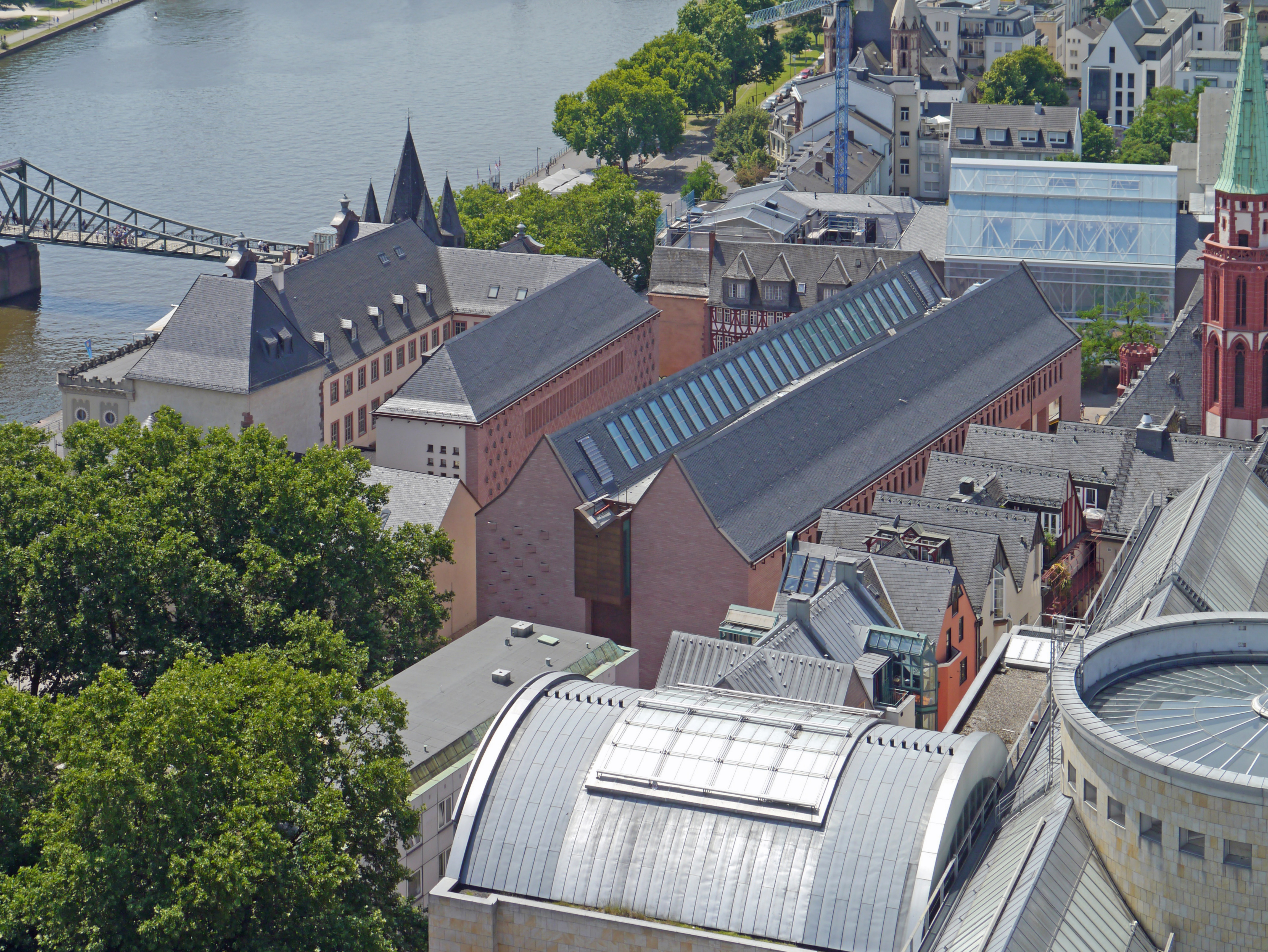
Neubau vom Domturm aus, 2017

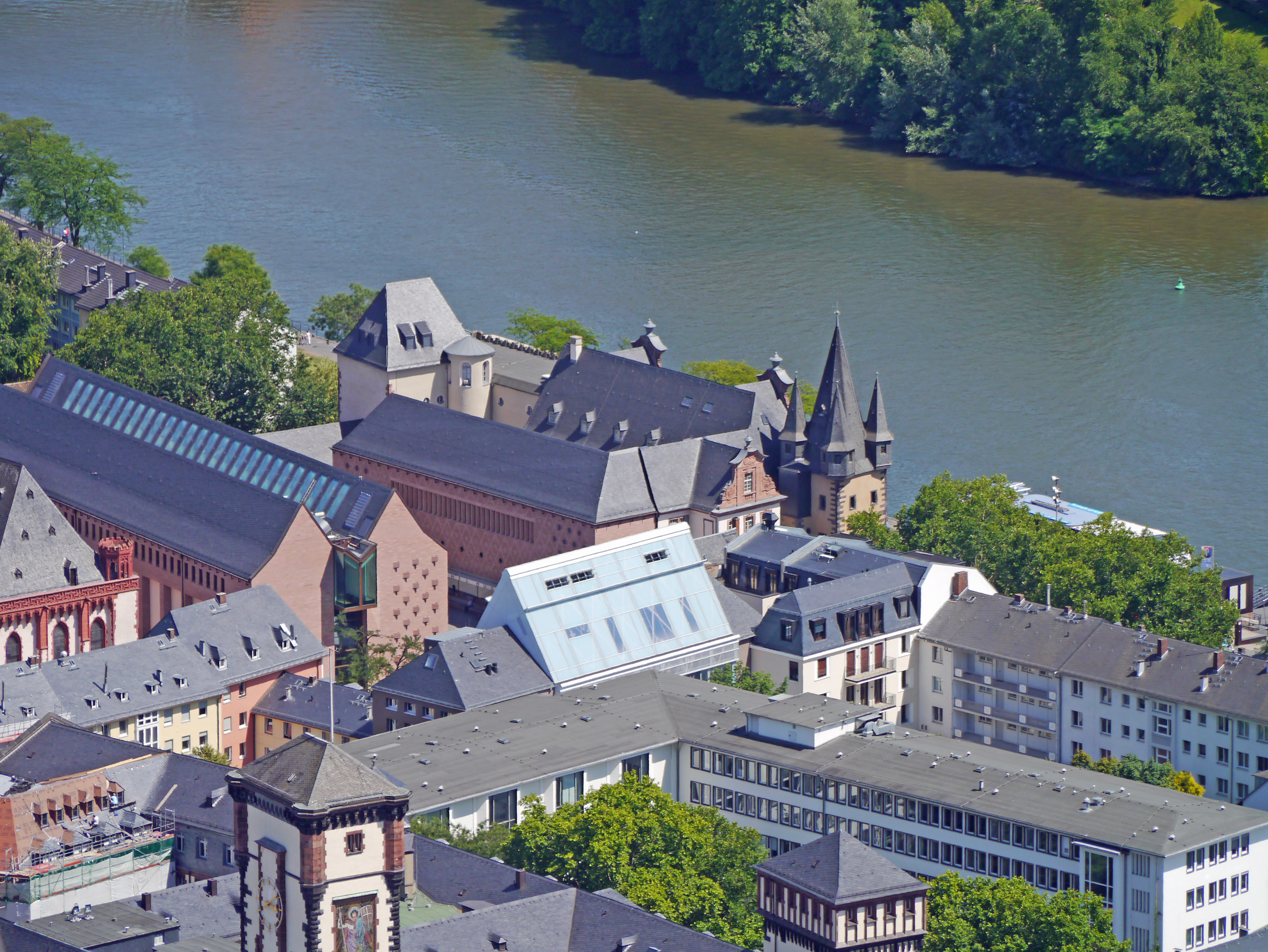
Neubau vom Maintower aus, 2018

Nach dem Ersten Weltkrieg beschränkte sich das Historische Museum selbst auf die Rolle eines Frankfurter Heimatmuseums. Bedeutende Exponate wurden verkauft oder an andere Museen abgegeben, darunter an das Städel und das Museum für Kunsthandwerk (heute Museum Angewandte Kunst). 1934 wurde das Museum umbenannt in Stadtgeschichtliches Museum. 1937 wurde die Archäologische Abteilung zum eigenständigen Museum für Vor- und Frühgeschichte (das heutige Archäologische Museum) ausgegliedert.
Bis zur Zerstörung der historischen Altstadt von Frankfurt durch die Luftangriffe auf Frankfurt am Main im Bombenkrieg 1944 waren die Ausstellungen in verschiedenen historischen Gebäuden untergebracht, darunter dem Leinwandhaus. Sämtliche Akten, Teile der Bibliothek und alle fest eingebauten Exponate gingen im Krieg verloren. Die meisten Ausstellungsstücke waren 1942 jedoch ausgelagert worden, was nicht in allen Fällen vor deren Vernichtung schützte. 95 Gemälde gingen verloren und gelten bis heute als vermisst, darunter die Revolutionäre Volksversammlung im Ostpark am 9. November 1918 von Erich Grube, Frankfurt vom Goetheturm aus gesehen von Mateo Cristiani und Batterie des Feldartillerie Regiments 63 von Joseph Kaspar Correggio.
Nach dem Krieg wurde das Museum wieder als Historisches Museum benannt und die Idee einer Bildungseinrichtung erneut aufgegriffen. Im November 1955 bezogen die Museumsverwaltung und die Graphische Sammlung den Burnitzbau des historischen Saalhofes am Römerberg. Ab März 1956 diente der noch mit einem Notdach versehene Bernusbau als Depot für das Museum. Die Wiedereröffnung des Museums fand am 13. Juli 1957 im notdürftig hergerichteten Saalhof statt. Die Ausstellungsräume befanden sich im Bernusbau. Im Burnitzbau befanden sich die Werkstätten und Büros. Die staufische Saalhofkapelle blieb anfangs noch Ruine und wurde erst von 1966 bis 1967 renoviert.
1971 begann der Bau eines Erweiterungstraktes an der Saalgasse, dessen erster Bauabschnitt bereits im Oktober 1972 eröffnet wurde. Für dieses Vorhaben wurde das gegenüber vom Fachwerkhaus Wertheim liegende Haus Freudenberg (Am Fahrtor 6, früher auch Brabant genannt), abgerissen, ebenso wie eine gotische Toreinfahrt, ein Rest des Hauses Roter Krebs (Am Fahrtor 4). Das Haus Freudenberg war ein nach 1833 entstandener klassizistischer Bau mit drei Obergeschossen.
Der fensterlose Neubau aus Sichtbeton-Elementen im Brutalismus-Stil zog von Anfang an viel Kritik auf sich. Ebenso heftig kritisiert wurde die im Neubau installierte neue Dauerausstellung zur Geschichte Frankfurts. Diese stellte nicht mehr länger originale Objekte in den Mittelpunkt, sondern gesellschaftspolitische Lernziele; das Museum verstand sich als „Lernort“. Ein Großteil der Sammlungsobjekte war nur in einem auf Anfrage zugänglichen Schaudepot zu sehen. Die Ausstellung bestand aus einem industriell gefertigten Stellwandsystem. Die durchnummerierten Texttafeln wurden durch ein visuelles Leitsystem mit Hilfe von Piktogrammen strukturiert, die der Grafikdesigner Herbert W. Kapitzki entworfen hatte. In den öffentlich zugänglichen Ausstellungsräumen selbst war eine antikapitalistisch inspirierte Stadtgeschichte zu lesen. Diese orientierte sich an der Sozial- und Strukturgeschichte und stellte Reformen, Revolutionen und die Arbeiterbewegung in den Mittelpunkt. Politisch umstritten waren antireligiöse Bewertungen mittelalterlicher Kunst, die Darstellung Bismarcks sowie die Abteilung zum 20. Jahrhundert, insbesondere zur Rätebewegung.
Das Historische Museum Frankfurt war eines der am heftigsten diskutierten Museen seiner Zeit. Kurzfristig führte dies zur sogenannten Museumskontroverse. Mittelfristig festigte die Frankfurter Ausstellung das Verständnis von Museen als Bildungsorte und für die Notwendigkeit, historische Exponate durch begleitende Informationen zu kontextualisieren.

### Neubau
Nachdem zeitweise ein Umbau erwogen wurde, entschied sich die Stadt im Februar 2007 dafür, den Betonbau abzureißen und durch einen Neubau mit Sandsteinfassade zu ersetzen, der sich aus Sicht der Stadt besser in die historische Bebauung des Römerbergs mit dem benachbarten Haus Wertheim und der Alten Nikolaikirche einfügen soll. Im Rahmen des Neubaus wurde die Ausstellungsfläche des Historischen Museums auf etwa 5.000 Quadratmeter für die Dauerausstellung und 800 bis 1.000 Quadratmeter für Wechselausstellungen vergrößert.
Aus dem Architektenwettbewerb ging das Stuttgarter Architekturbüro Lederer+Ragnarsdóttir+Oei als Sieger hervor. Das Museum wurde für die Dauer der Auslagerungs- sowie Abriss- und Bauvorbereitungsarbeiten Anfang 2011 geschlossen. Die Abrissparty fand am 7. Mai 2011 statt, danach wurde der Sichtbetonbau abgetragen.
Vor dem Eingang des Museums stand bis Mai 2011 die überlebensgroße Skulptur Karls des Großen, 1843 von dem Bildhauer Johann Nepomuk Zwerger aus Mainsandstein geschaffen. Ihr ursprünglicher Standort war bis 1914 – als diese durch den heutigen Neubau ersetzt wurde – die Alte Brücke.
Baubeginn für den Neubau war 2012. Zwischenzeitlich wurden am 26. Mai 2012 die historischen Gebäudeteile wiedereröffnet. Erstmals ist seitdem auch der Rententurm für die Öffentlichkeit zugänglich. Ein wichtiger Aspekt der Neugestaltung war die Sichtbarmachung der Baugeschichte des Komplexes aus den verschiedenen Epochen seiner Geschichte. Am 7. Oktober 2017 wurde der Neubau eröffnet.

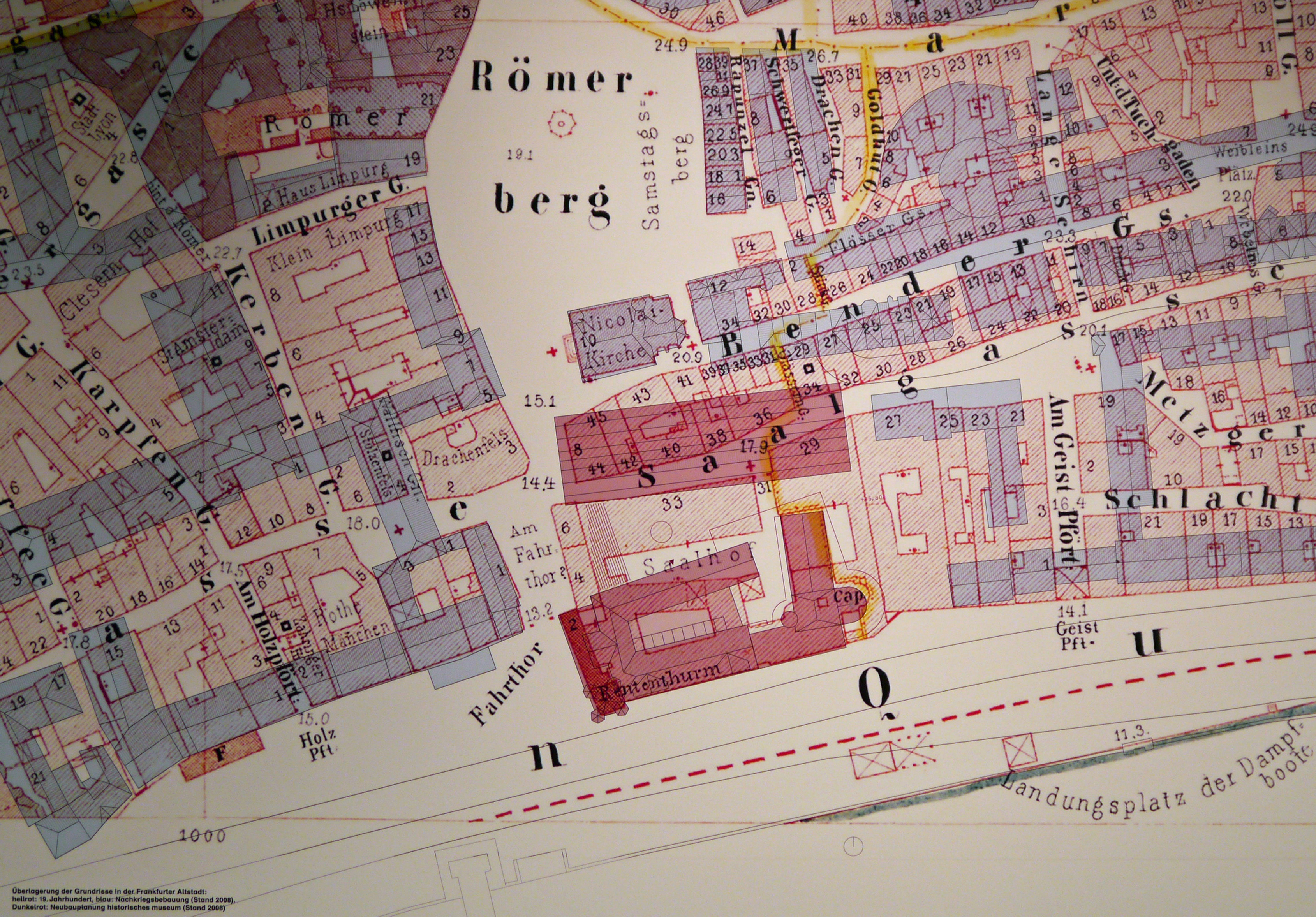
Lage des fertigen Museums im historischen Altstadtplan
Beschreibung des Projektes
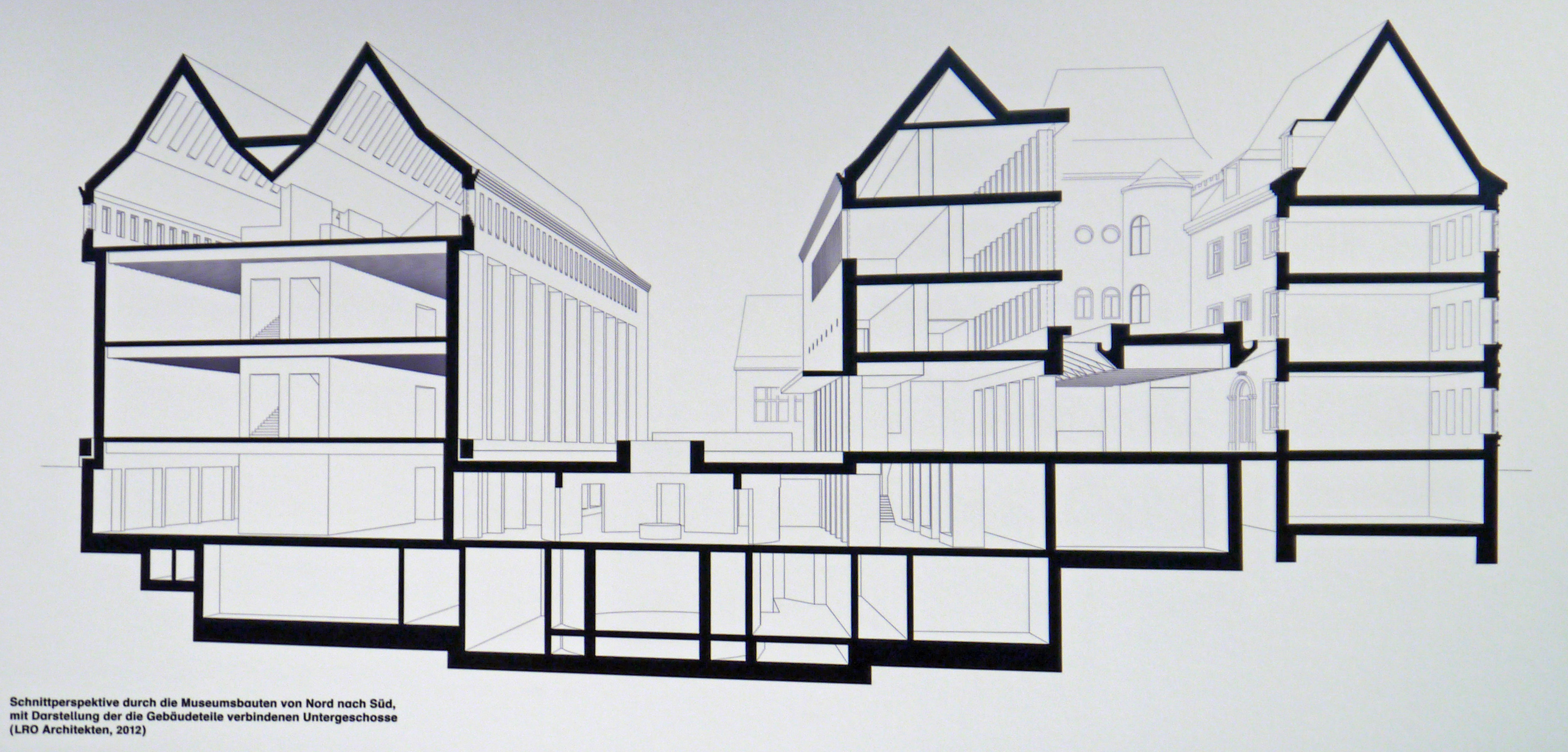
Schnittbild
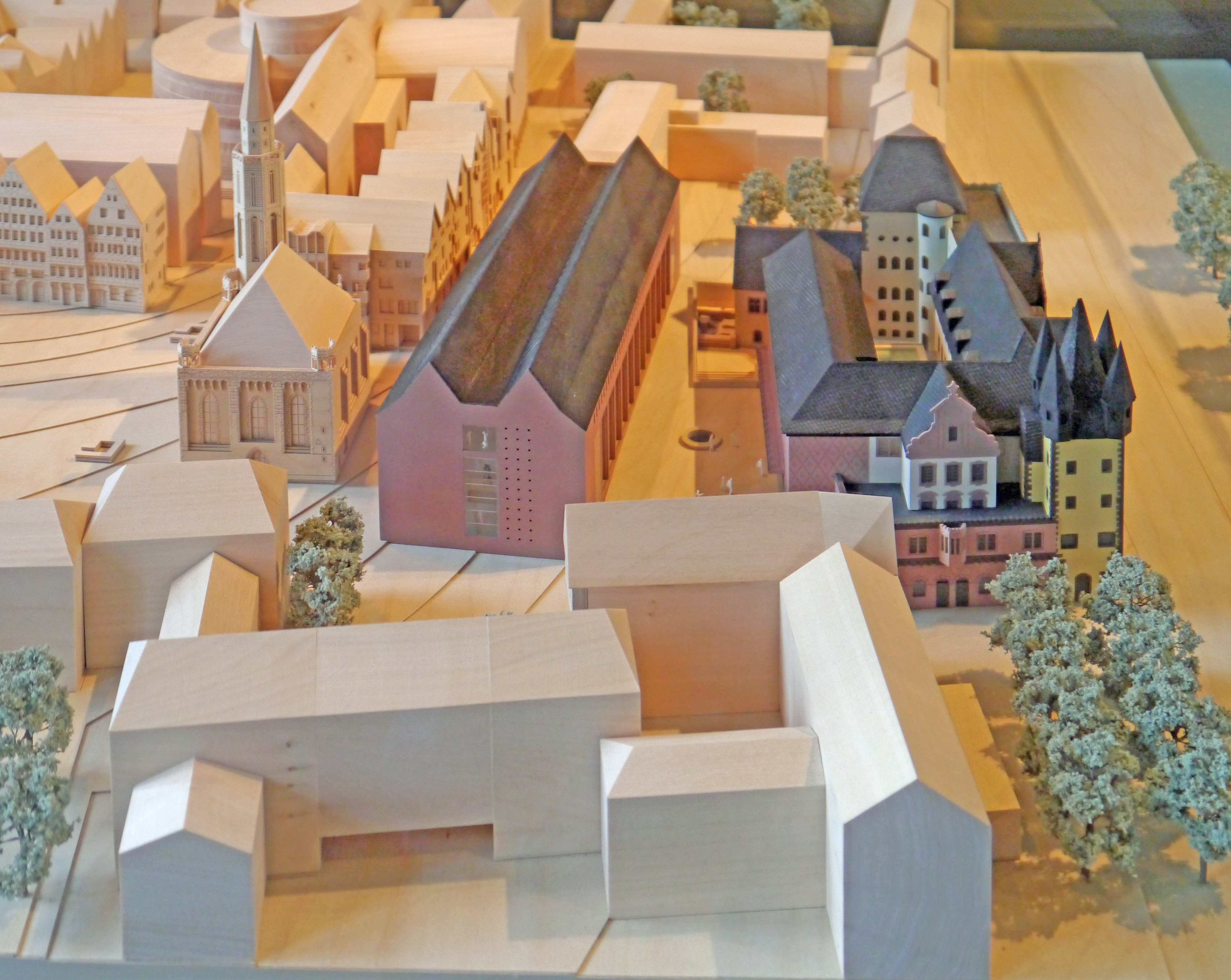
Modell

### Direktoren
- 1873–1907 Otto Cornill
- 1907–1908 Otto Lauffer
- 1908–1927 Bernhard Müller
- 1930–1938 Adolf Feulner
- 1938–1954 Ernstotto zu Solms-Laubach

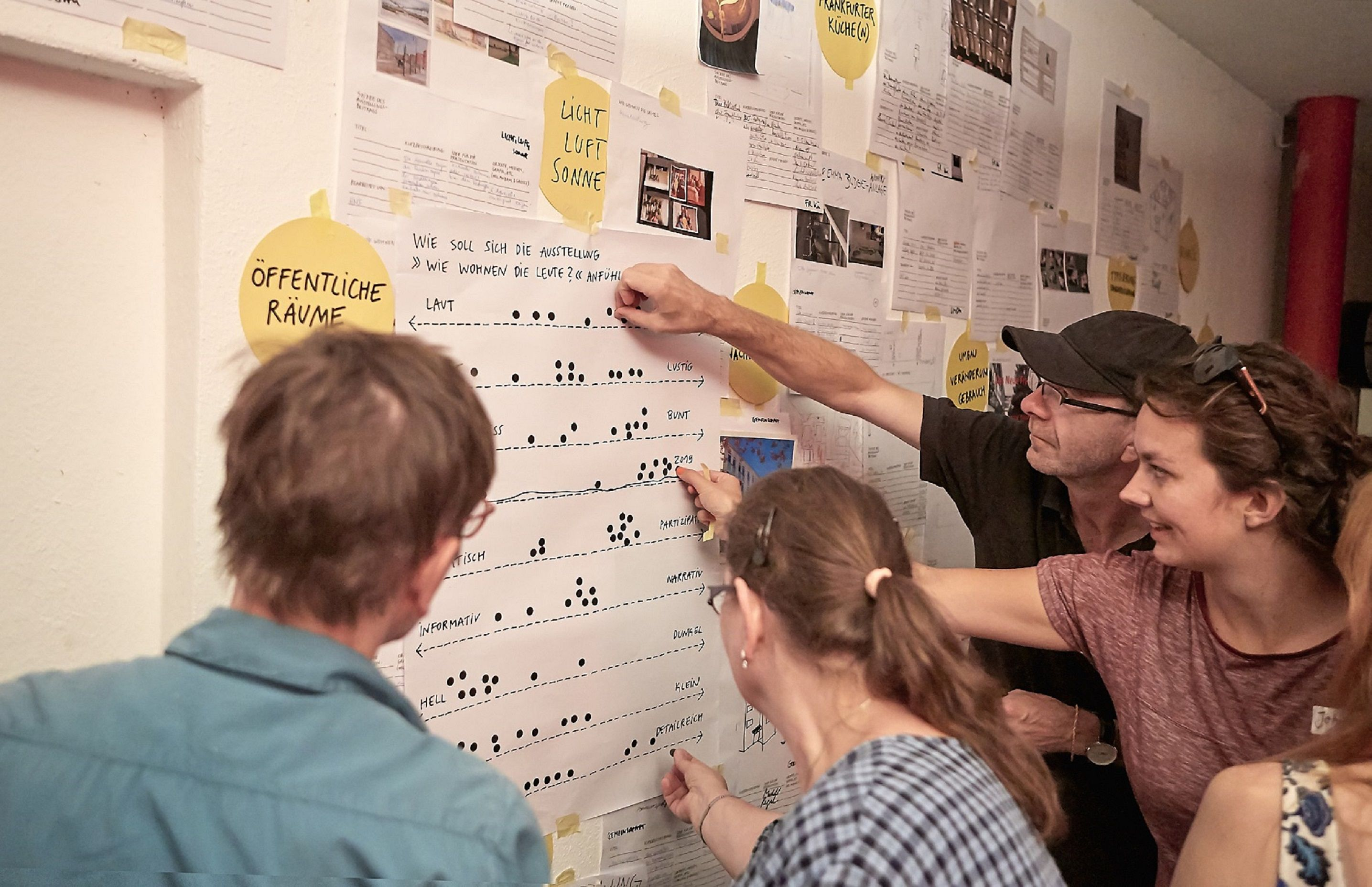
Wie wohnen die Leute, Stadtlabor-Workshop 2018

- 1954–1960 Gerhard Bott
- 1960–1982 Hans Stubenvoll
- 1982–2005 Rainer Koch
- 2005–2024 Jan Gerchow
- seit Januar 2025 Doreen Mölders

## Das Museum in der Gegenwart
Das Historische Museum Frankfurt nutzte die bauliche Neugestaltung auch um die inhaltliche Konzeption zu überarbeiten. Künftig sollte das Museum sich verstärkt mit der Gegenwart und Zukunft der Stadt auseinandersetzen und dabei partizipativ und inklusiv die gesamte Stadtbevölkerung einbinden. Hierfür wurde u. a. das Stadtlabor entwickelt, dem im neuen Ausstellungshaus eine Fläche für wechselnde Ausstellungen eingerichtet wurde. Das Stadtlabor stellt ein Format dar, in dem das Museum zusammen mit Frankfurterinnen und Frankfurtern Ausstellungen und Veranstaltungen zu aktuellen Fragestellungen der Stadtgesellschaft erarbeitet. Auch die Bibliothek der Generationen ist diesem partizipativen Grundgedanken verpflichtet. Dieses künstlerische Erinnerungsprojekt wurde bereits 2000 von Sigrid Sigurdsson initiiert. Bis zum Jahr 2105 werden hier von Personen und Gruppen Beiträge eingereicht: Diese reichen von autobiographischen und künstlerischen Arbeiten bis zu wissenschaftlichen Darstellungen. Zu den Teilnehmern der Bibliothek der Generationen gehören einzelne Personen, Institutionen, Gruppen und Initiativen. Das neue HMF positioniert sich als ein Ort der Verständigung über die Vergangenheit, Gegenwart und Zukunft der Stadt werden, offen für die hochgradig diverse Stadtbevölkerung und ihre Gäste.

## Dauerausstellung
Das Museum zeigte vor der Eröffnung des Neubaus (2017) folgende Dauerausstellungen:
- „Von der Pfalz zur frühen Stadt – Frankfurt im Mittelalter“
- „Frankfurt im Spätmittelalter. Kirche – Stifter – Frömmigkeit“
- „16.–18. Jahrhundert – von der Reformation bis zur Aufklärung“
- „Von Fremden zu Frankfurtern – Zuwanderung und Zusammenleben“
- „MainMetropole: Frankfurter Stadtgeschichte 1866 bis 2001“

Im Erdgeschoss des Burnitzbaus sowie der um 1160 entstandenen Saalhofkapelle, dem ältesten erhaltenen Gebäude der Stadt, befand sich die Ausstellung Historische Topographie Frankfurter Geschichte vom Mittelalter bis Heute. Im Zentrum dieser Ausstellung stand das von den Brüdern Hermann (1876–1962) und Robert Treuner (1877–1948) in den Jahren 1926 bis 1955 geschaffene Modell der historischen Altstadt.
Seit der Eröffnung des Neubaus am 7. Oktober 2017 werden folgende Dauerausstellungen gezeigt:
- „Stauferzeit“ – Die Zeit der Staufer im 12. bis 13. Jahrhundert wird im Untergeschoss des Saalhofs in den Mittelpunkt gestellt.
- Rententurm und Mainpanorama
- „Frankfurter Sammler und Stifter“
- „Die Schneekugel – 8 x Frankfurt“
- „Frankfurt Einst?“
- „Frankfurt Jetzt!“

## Bedeutende Ausstellungsstücke
Zwei in sich geschlossene Sammlungen geben die Malerei Frankfurts wider: Die „Probestücke Frankfurter Maler“ von 1648 bis um 1860, die einst für das Frankfurter Rathaus entstanden, sowie die Sammlung Prehn mit hunderten Miniaturgemälden.

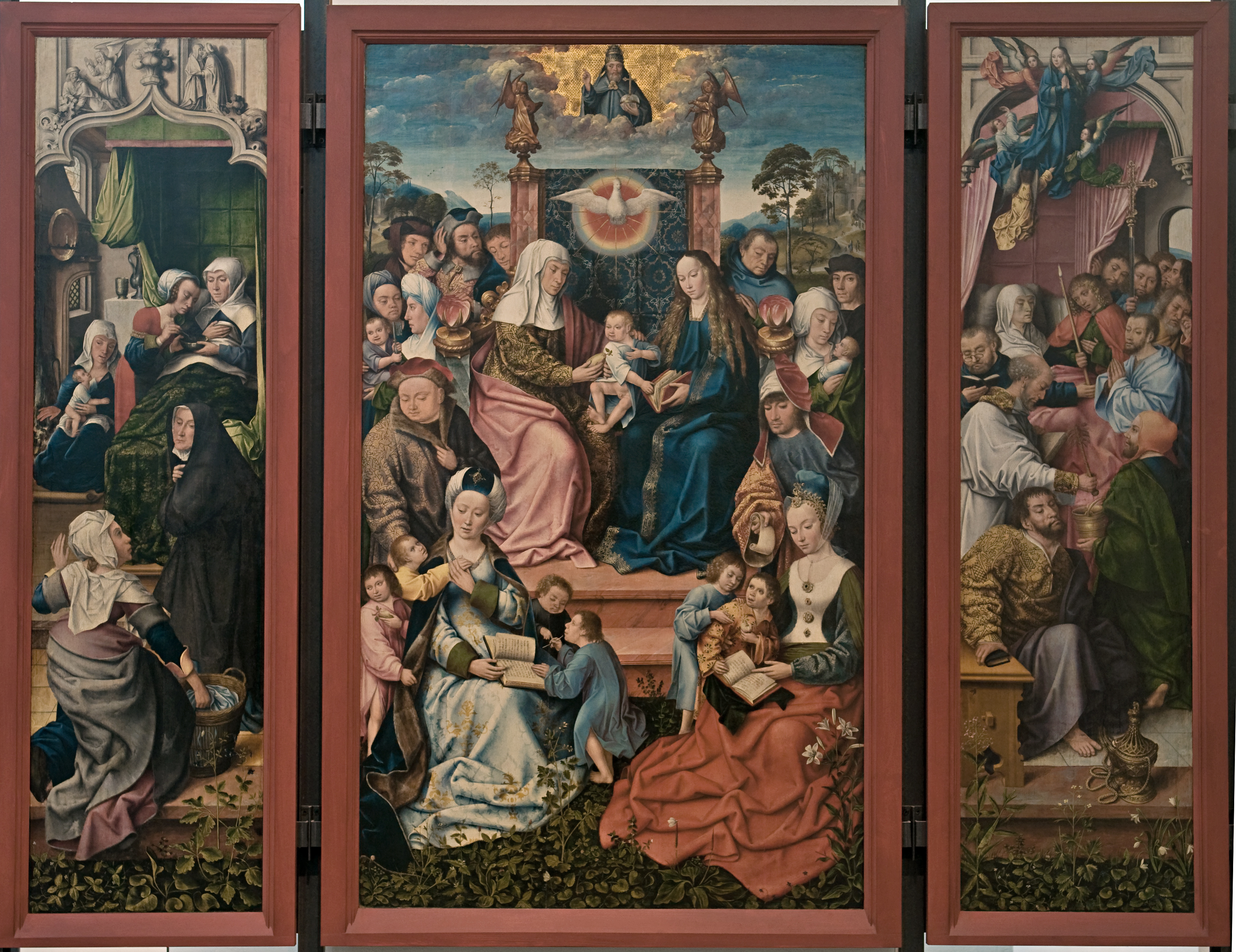
Der Annenaltar aus der Dominikanerkirche (Meister von Frankfurt etwa 1505)
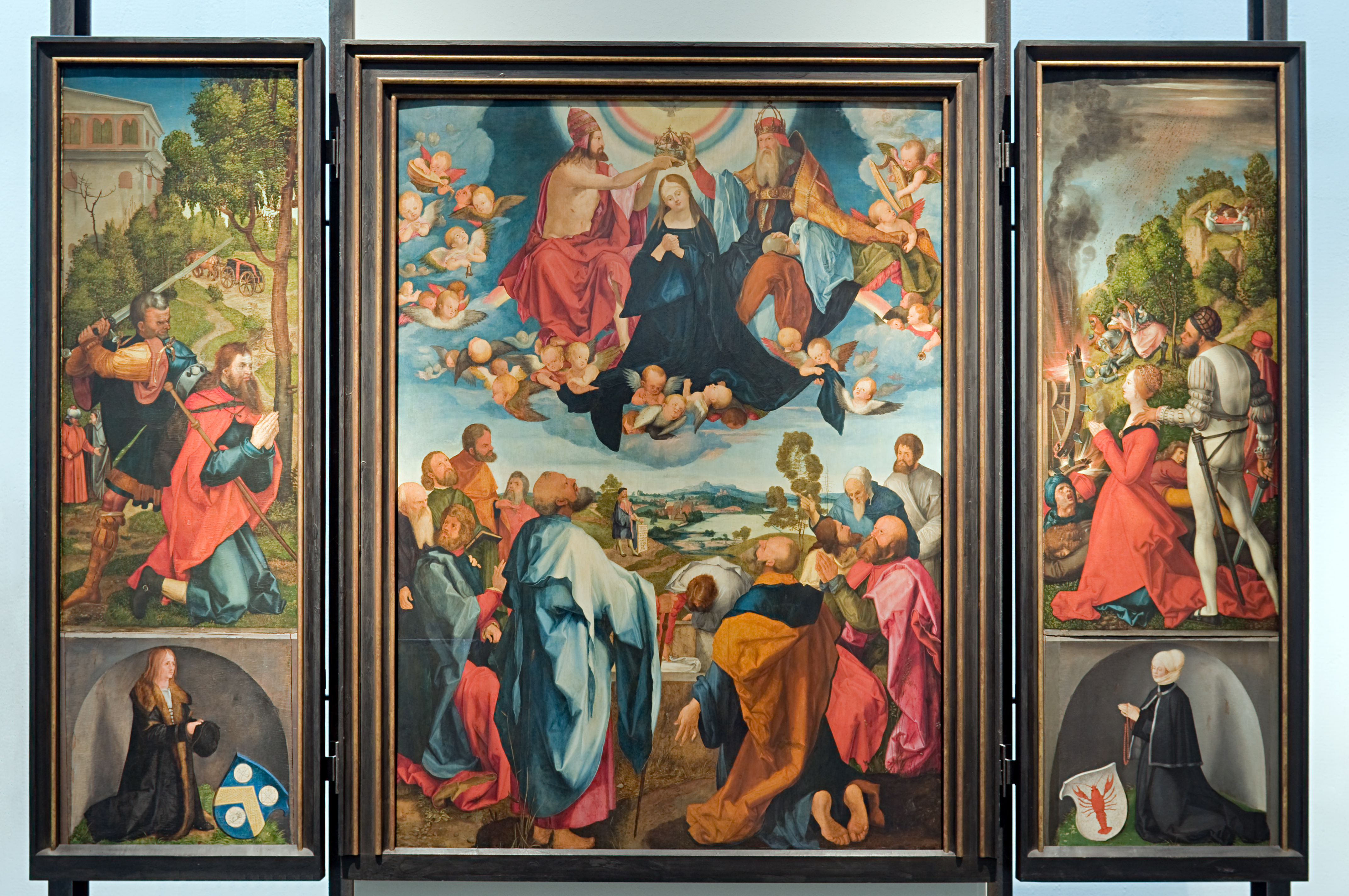
Der Heller-Altar aus der Dominikanerkirche (Albrecht Dürer und Matthias Grünewald etwa 1507–1511)
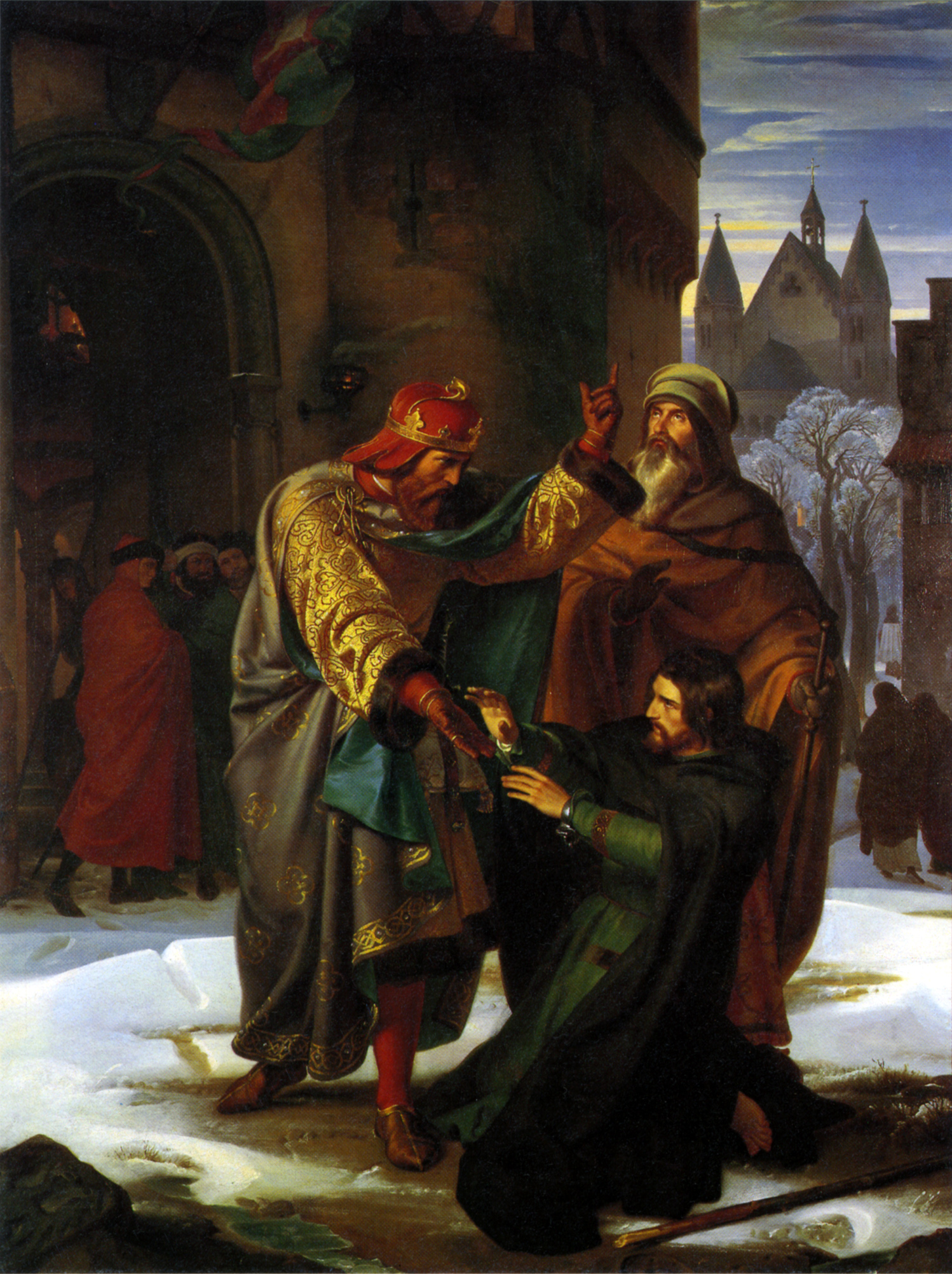
Die Versöhnung König Ottos mit seinem Bruder Heinrich 941 in Frankfurt am Main (Alfred Rethel 1840)
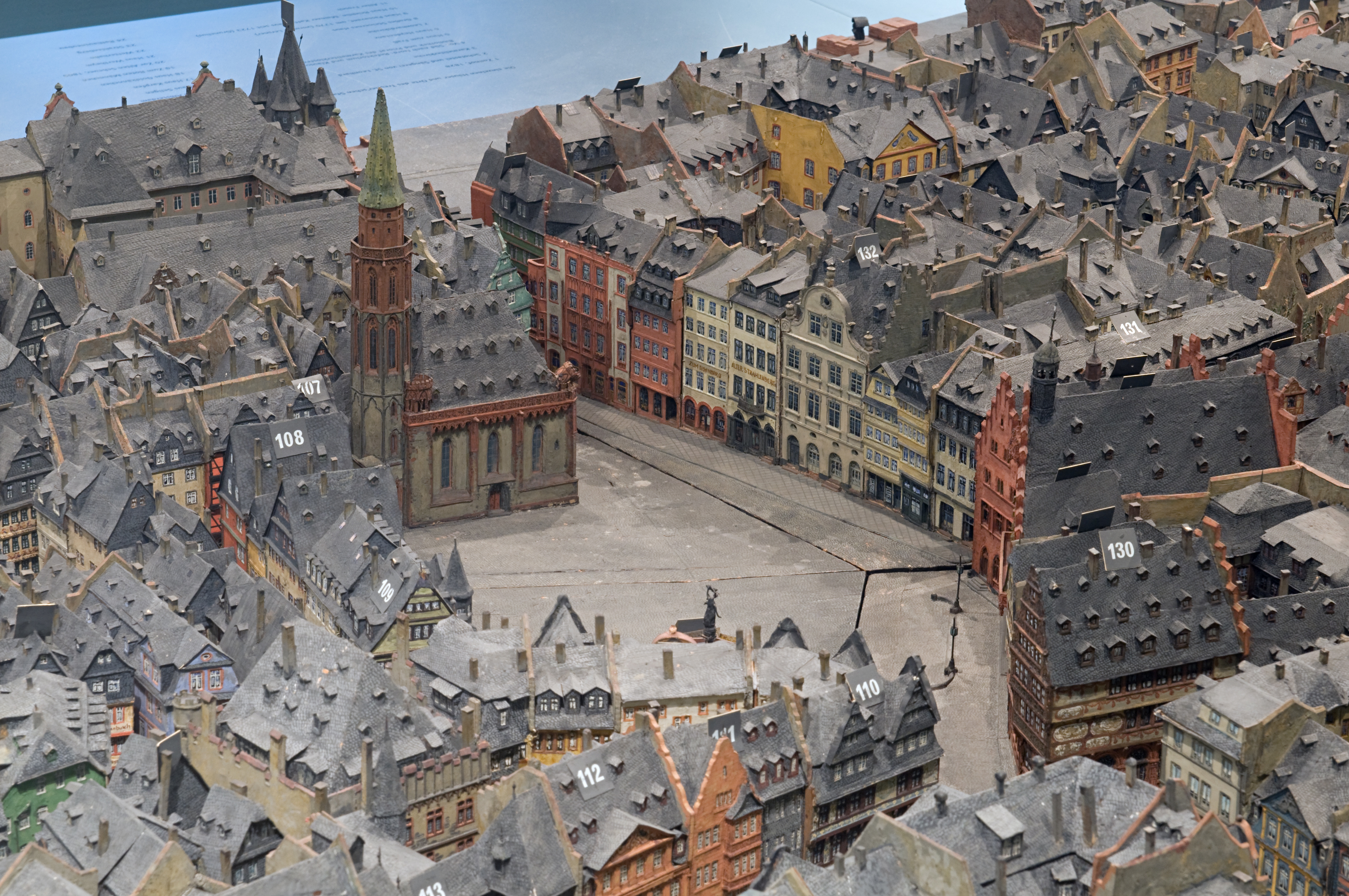
Altstadtmodell der Treuner-Brüder
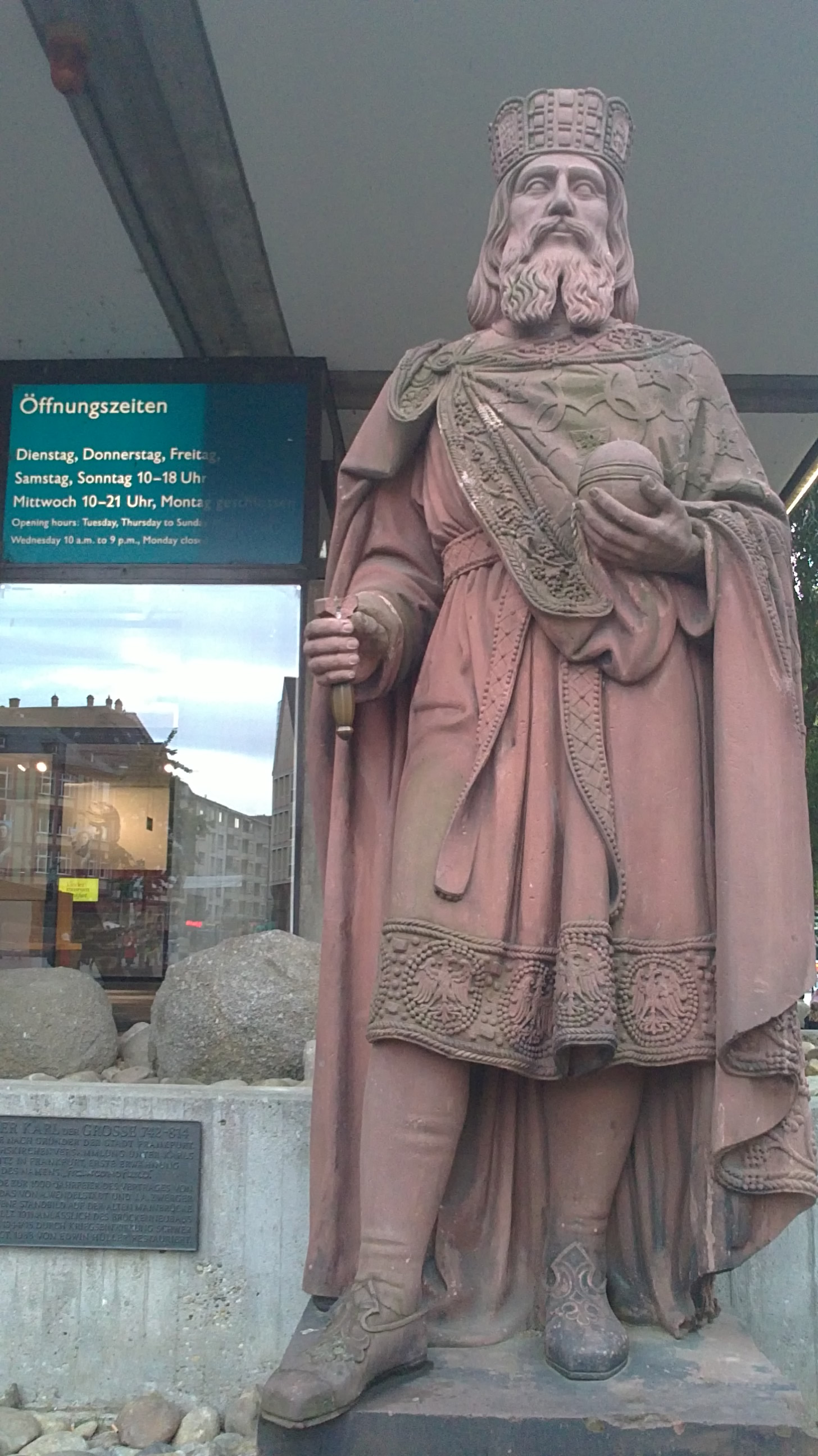
Skulptur von Karl dem Großen (stand, bis zum Abriss 2011, vor dem Eingang)
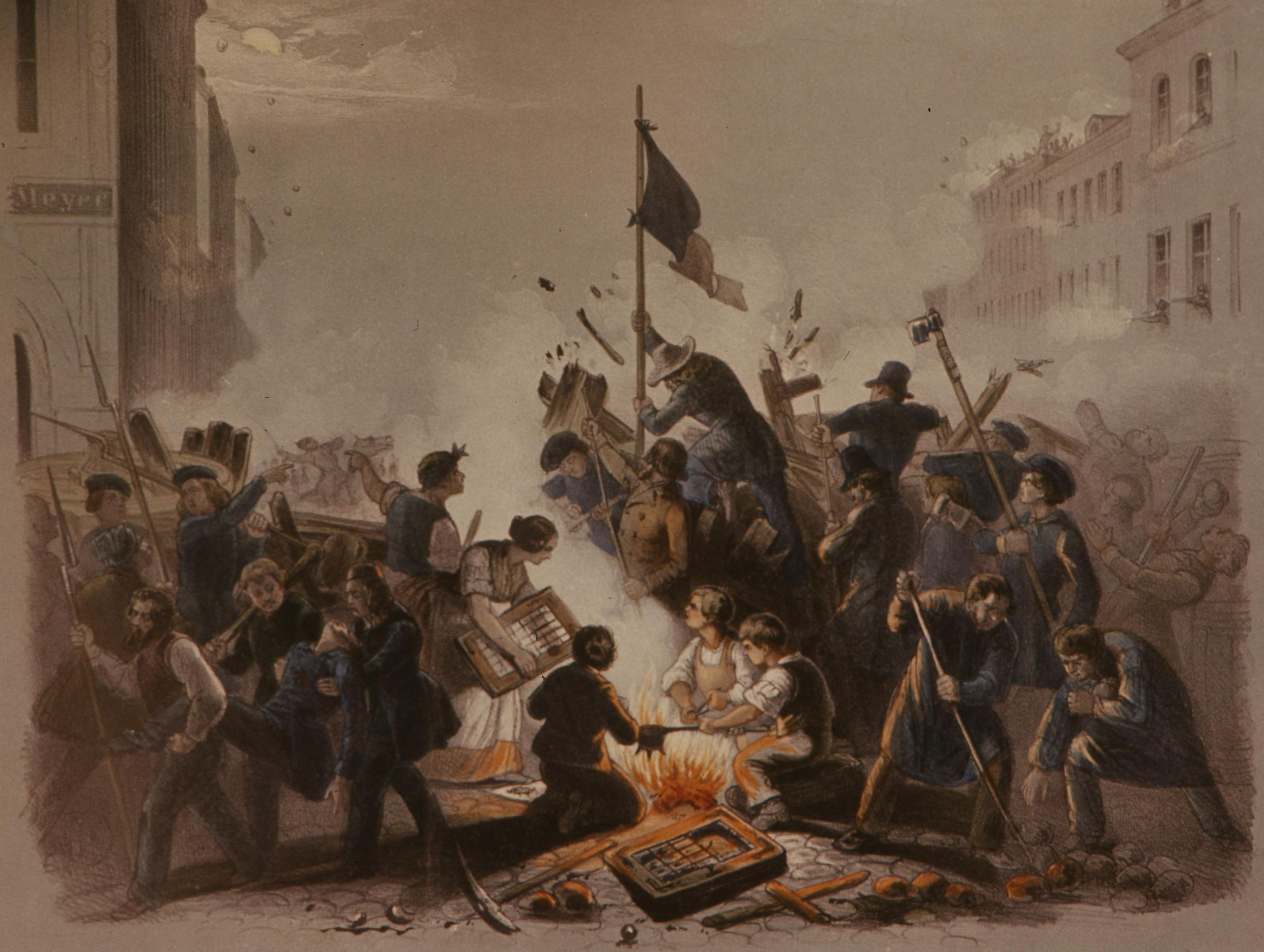
Die Barricade an der Kronen- und Friedrichstraße am 18. März von einem Augenzeugen
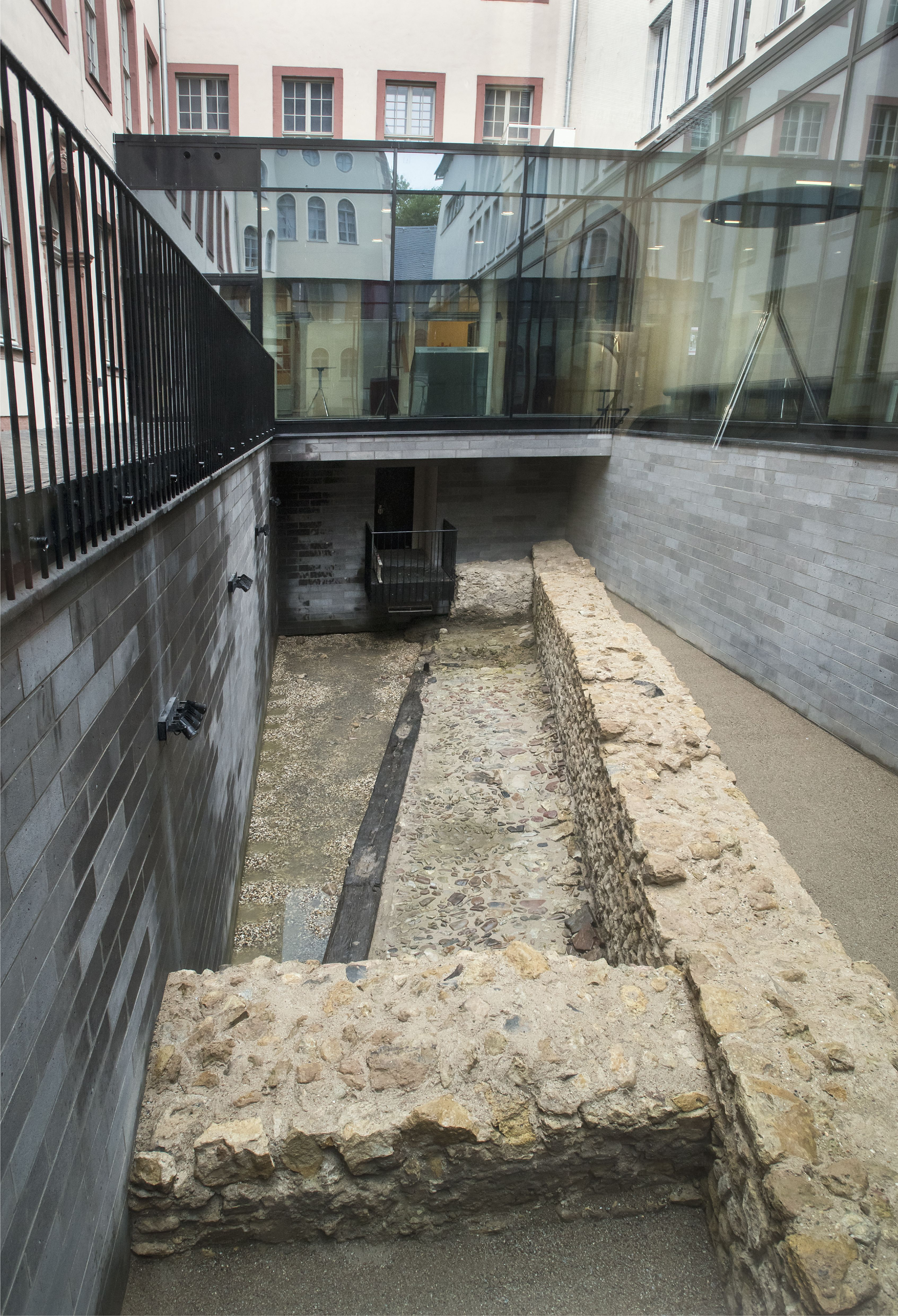
Stauferhafen mit Holzbalken von 1310
Barckhausscher Kunstschrank
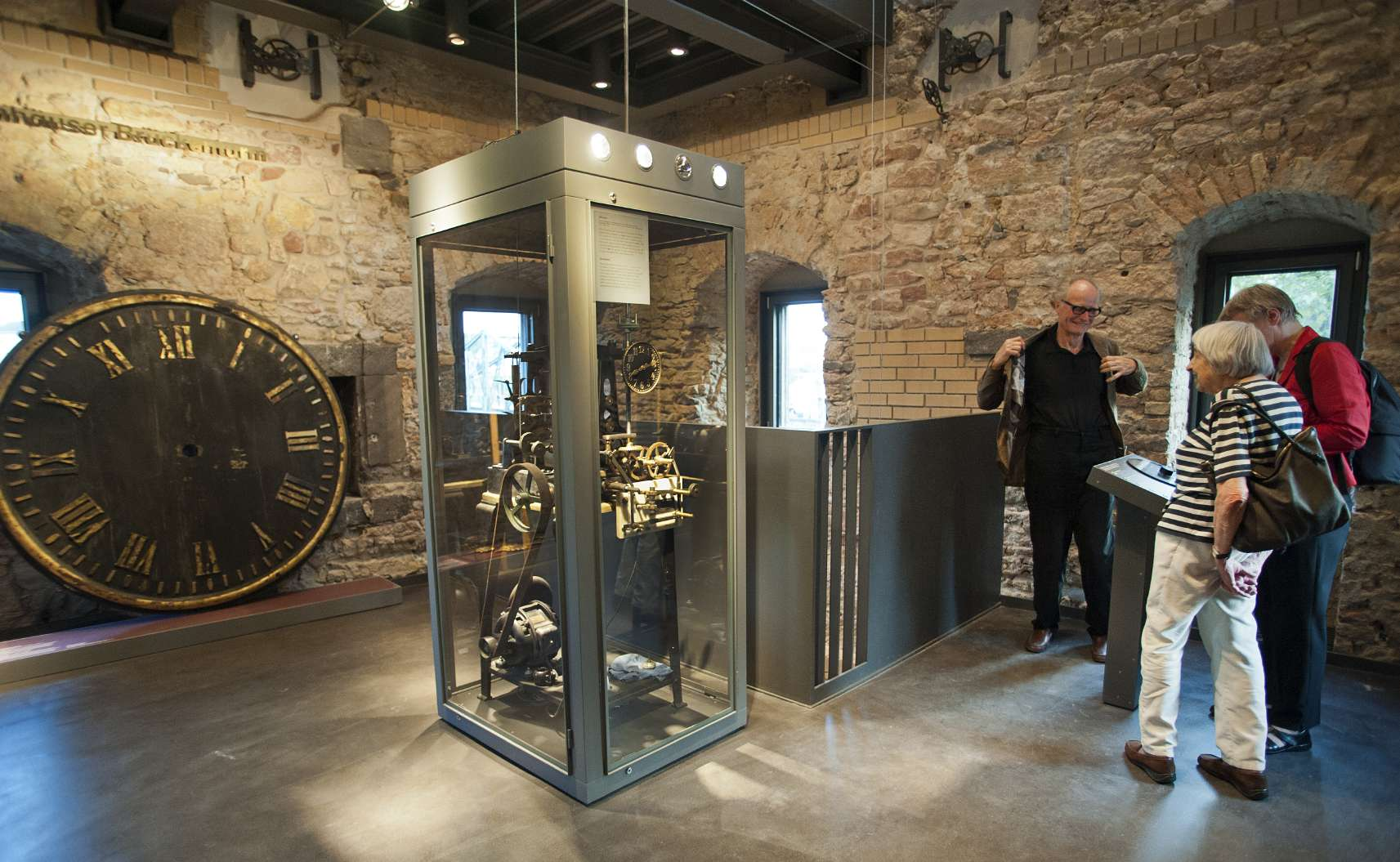
Altes Zifferblatt des Rententurms, 19. Jahrhundert und ursprüngliches Uhrwerk der Kurhessen Kaserne, 1937
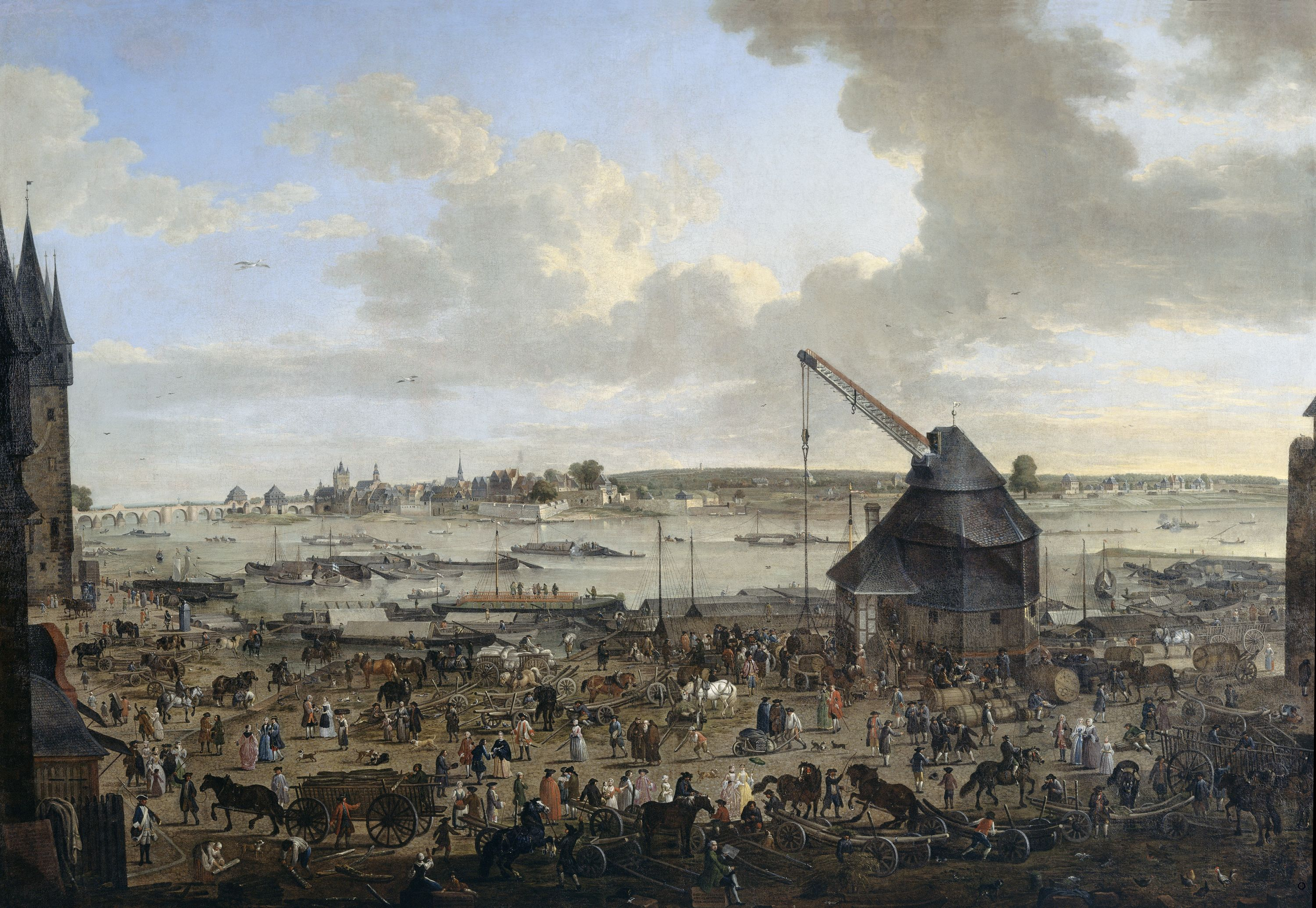
Friedrich Wilhelm Hirt, Das  Mainufer am Fahrtor, Frankfurt am Main, 1757, Öl auf Leinwand
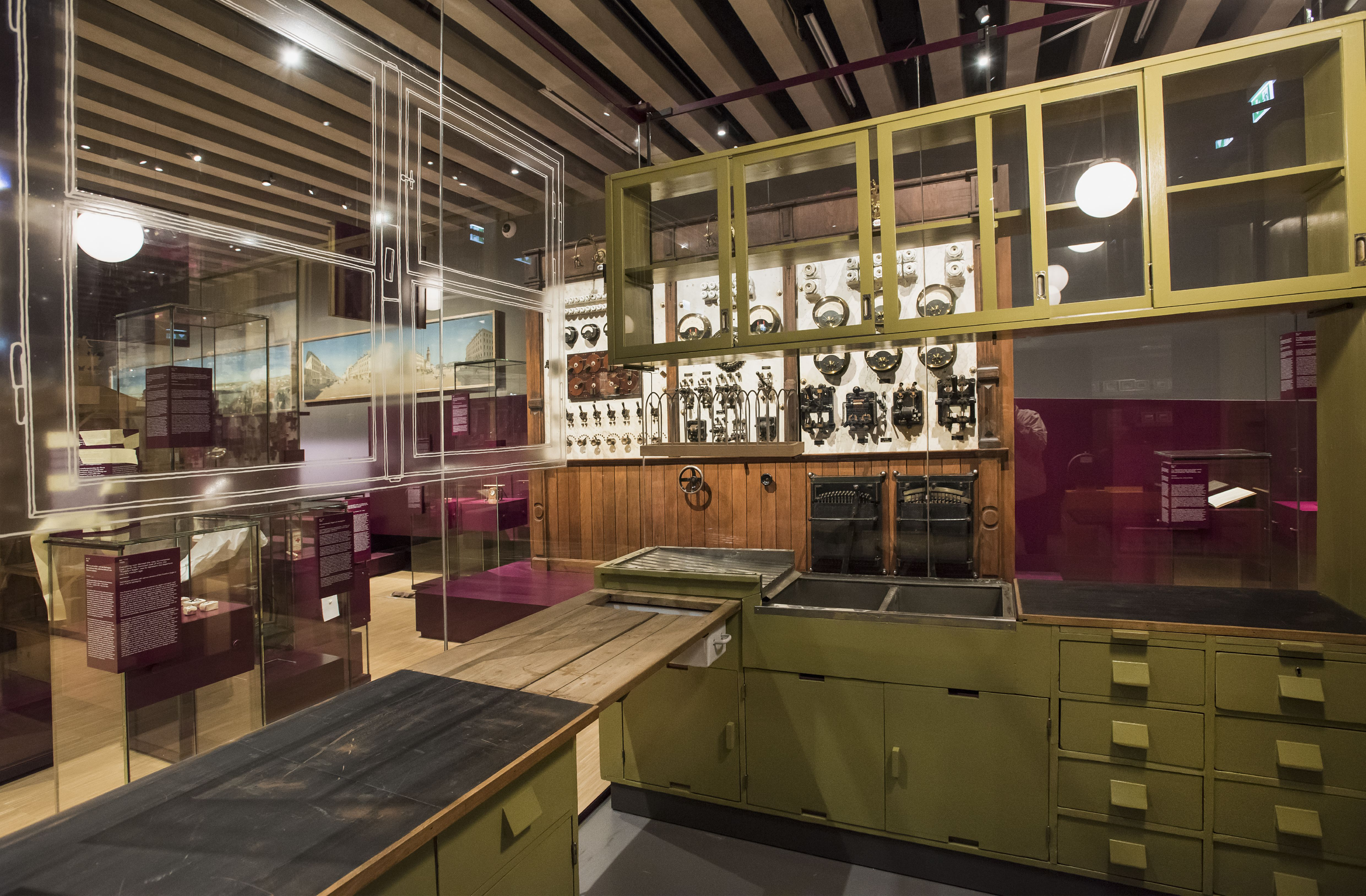
Frankfurter Küche, Typ D, 1927, Entwurf: Margarethe Schütte Lihotzky
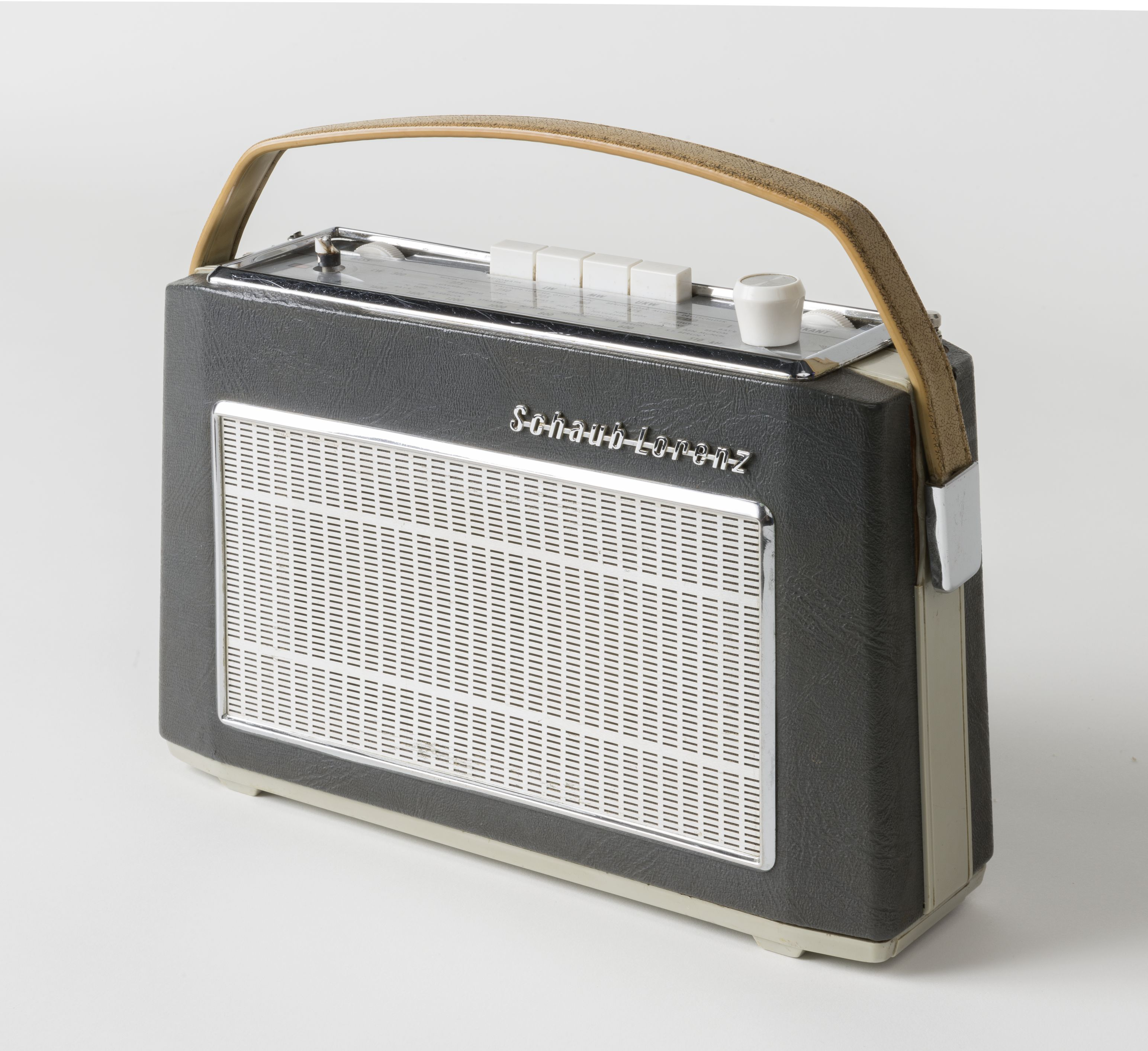
Radio der Marke  Schaub Lorenz (Weekend T50L) von Giuseppe Bruno, Radio, 1964/1965,  Kunststoff, Metall
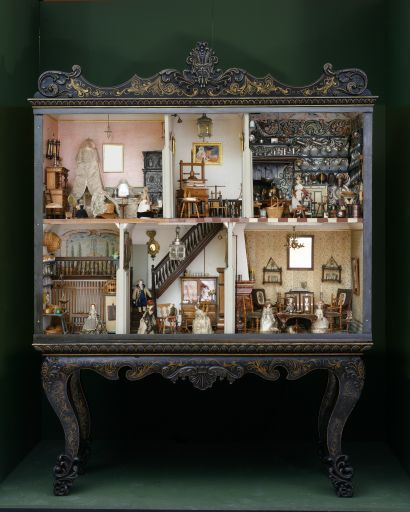
Puppenhaus der Familie Gontard, 18. Jahrhundert
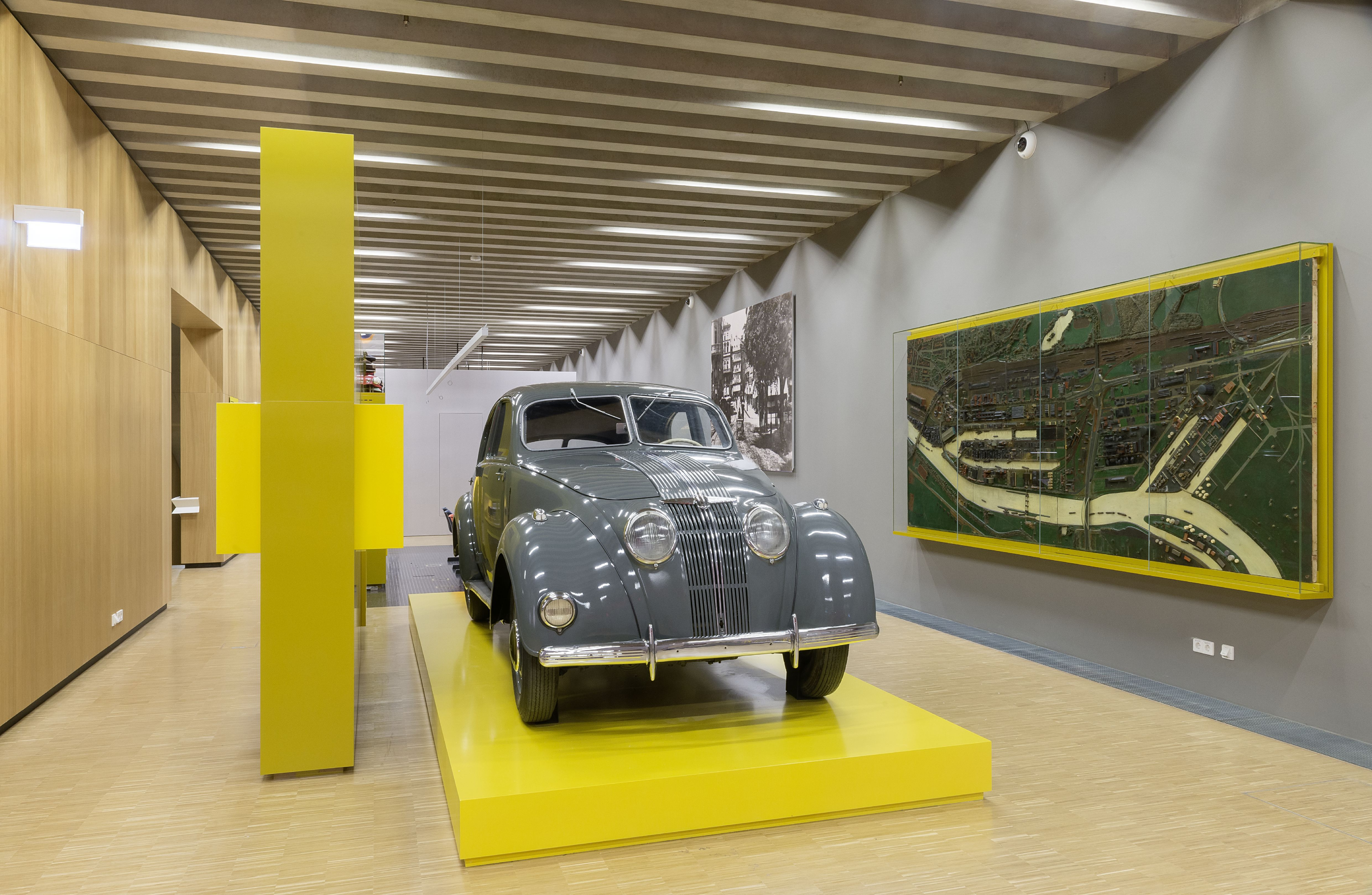
Adler 2,5 Liter,  Typ 10, „Autobahn“, Design: Karl Jenschke (1899–1969), Adlerwerke Frankfurt/Ambi-Budd-Werke Berlin-Johannisthal 1937–1940
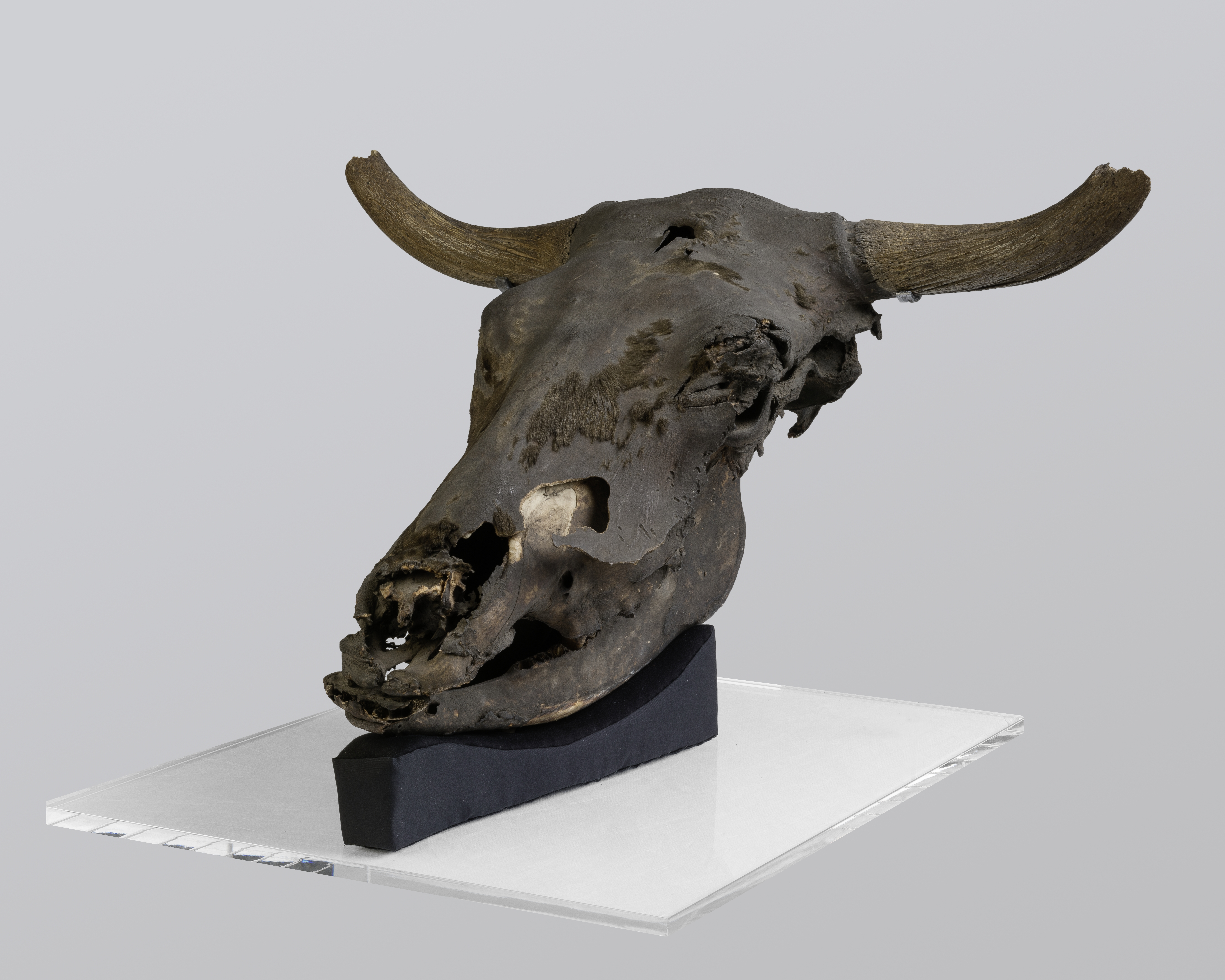
Kopf des Ochsen, der bei den Feierlichkeiten zur Kaiserkrönung Josephs.II. als Trophäe „erbeutet“ wurde , 1764
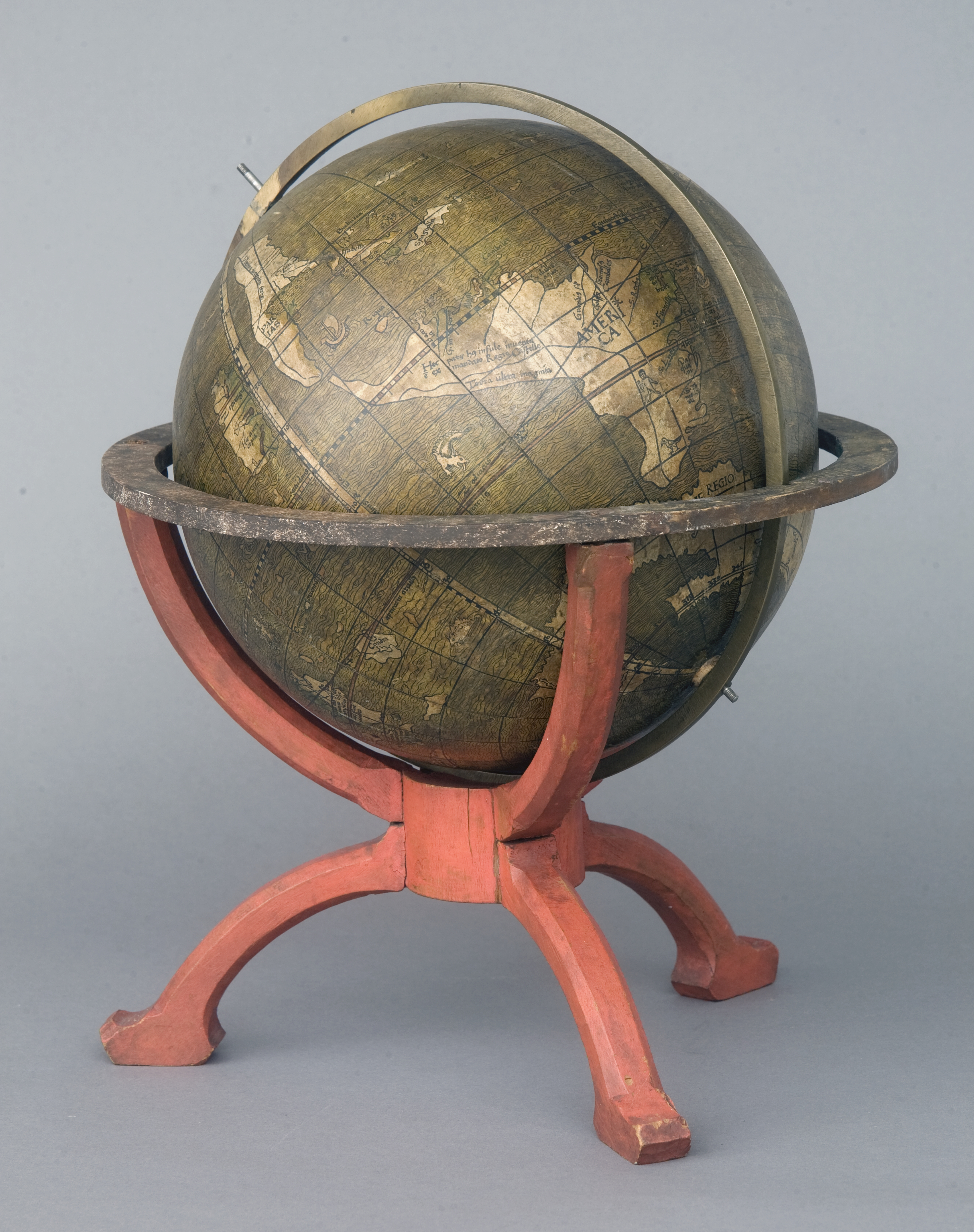
Schöner, Johann, Erdglobus mit Holzgestell, um 1515, Holz, Pappmaché
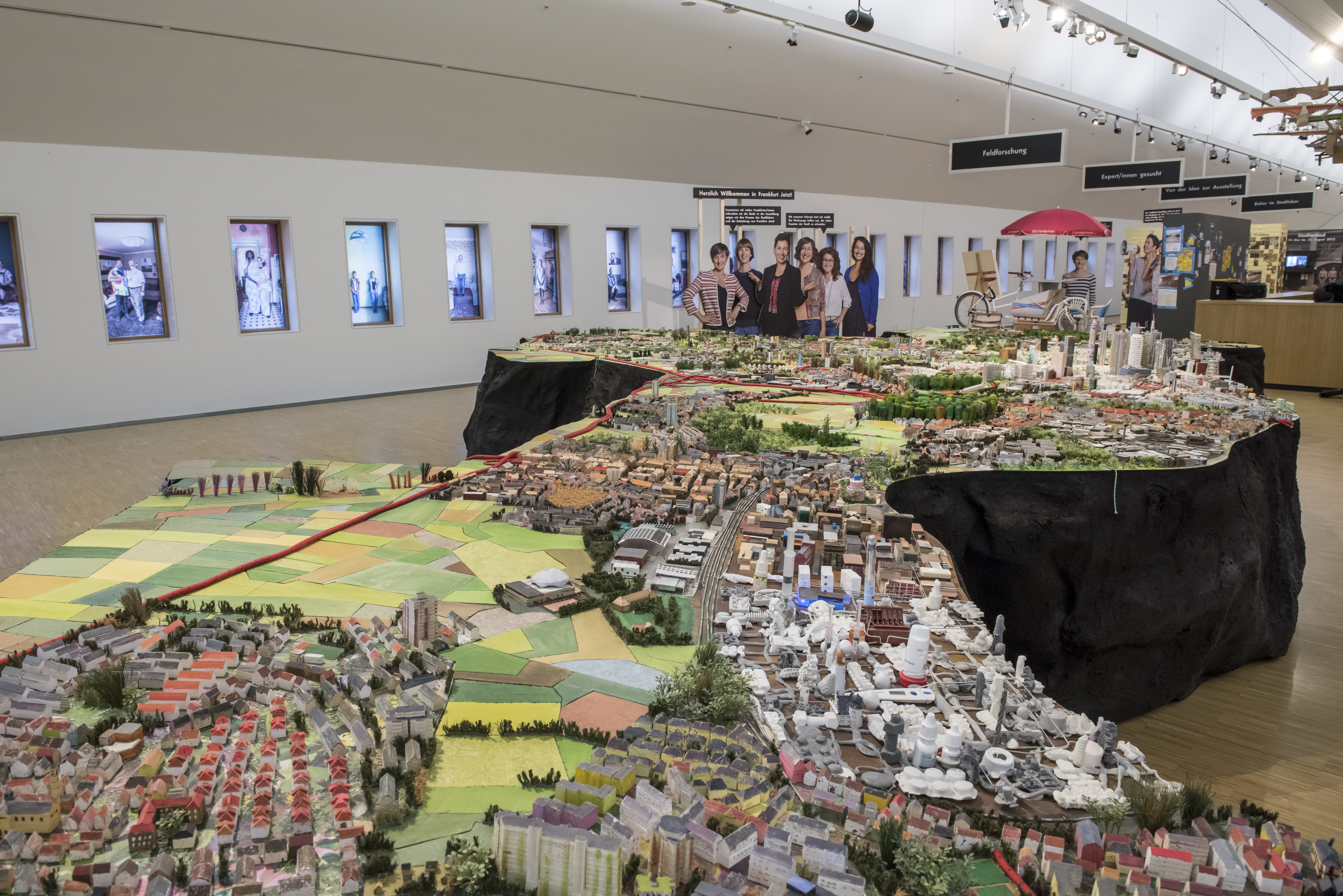
Frankfurt-Modell
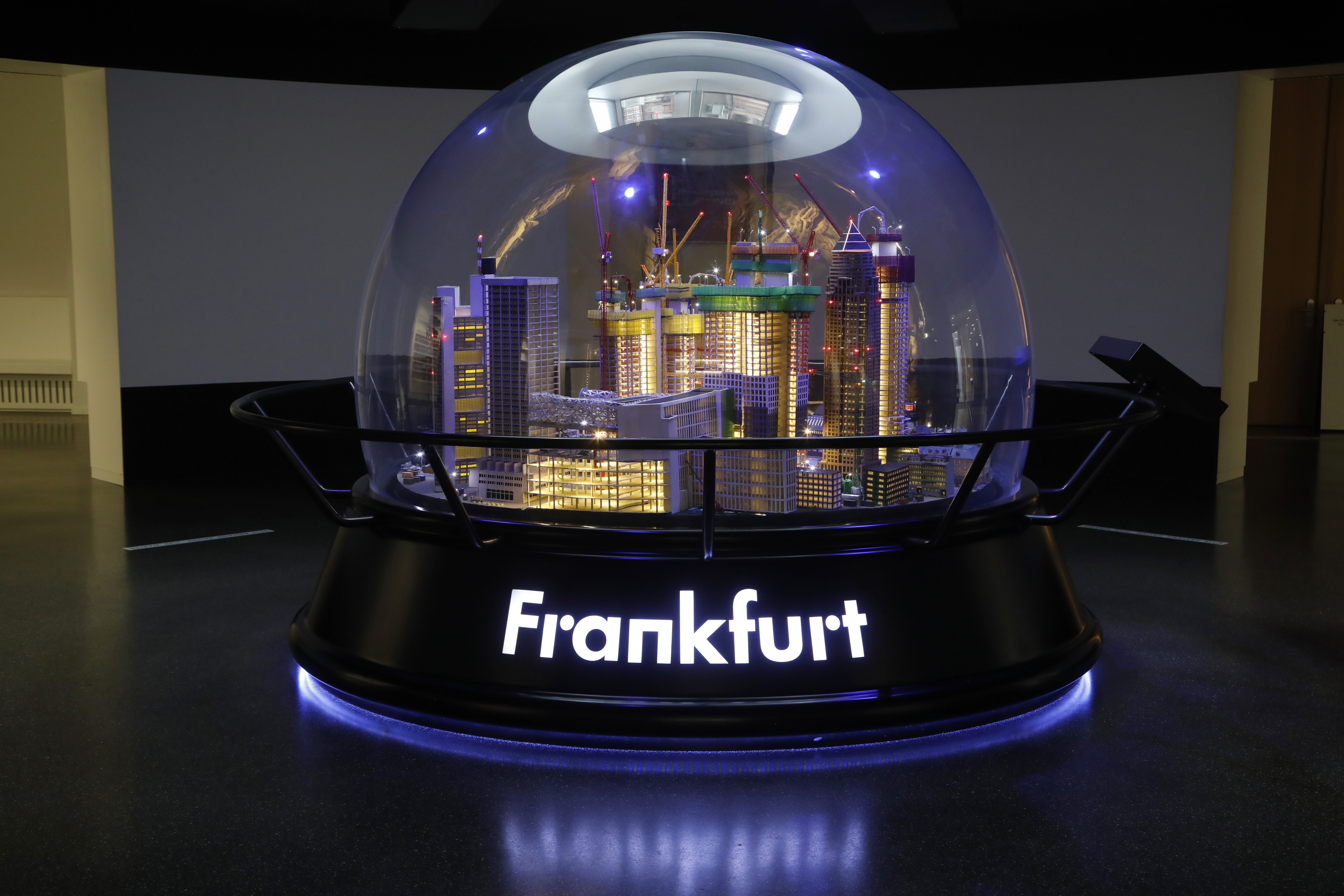
Schneekugel mit acht Stadtmodellen
Replikate der Reichsinsignien aus dem Jahr 1913

## Sonder- und Wechselausstellungen (Auswahl)
- Die Kaisermacher – Aus Anlass des 650-jährigen Jubiläums der Goldenen Bulle (30. September 2006 – 14. Januar 2007)
- Blickwechsel. Frankfurter Frauenzimmer um 1800 (23. August – 25. November 2007)
- Frankfurt und der Nordpol. Entdecker und Forscher im ewigen Eis: 1861–1931 (22. Dezember 2007 – 9. März 2008)
- Die 68er – Kurzer Sommer, lange Wirkung (1. Mai – 31. August 2008)
- Liselotte Strelow (1908–1981) – Retrospektive (22. Januar – 13. April 2009)
- Peter Struwwel – Heinrich Hoffmann. Ein Frankfurter Leben 1809–1894 (13. Juni 2009 – 21. September 2009)
- Frankfurts demokratische Moderne und Leopold Sonnemann. Jude – Verleger – Politiker – Mäzen (29. Oktober 2009 – 28. Februar 2010)
- Fremde im Visier – Fotoalben aus dem Zweiten Weltkrieg (15. April – 29. August 2010)
- Wenn (nicht nur) Architekten träumen dürfen... Neue Projektideen für Frankfurt (9. September – 3. Oktober 2010)
- Abisag Tüllmann (1935–1996). Bildreportagen und Theaterfotografie (24. November 2010 – 27. März 2011)
- Frühe Kunststoffe – Die Sammlung der Kulturwissenschaftlerin Eva Stille (18. August – 31. März 2013)
- Die Dritte Welt im Zweiten Weltkrieg – Ein vergessenes Kapitel der Geschichte (27. September 2013 – 7. April 2014)
- Meine Großeltern (12. September 2012 – 24. Februar 2013)
- Drago Trumbetaš: Gastarbeiter in Frankfurt (2. Mai – 15. September 2013)
- Die neue Bürgerstadt – Das Frankfurt der Architekten Burnitz (31. Oktober 2013 – 16. Februar 2014)
- Die Holzhausen. Frankfurts älteste Familie (10. Mai – 27. Juli 2014)
- Gefangene Bilder. Wissenschaft und Propaganda im Ersten Weltkrieg (14. September 2014 – 15. Februar 2015)
- Seidenroben und Lederjacken – Das Modeatelier Erika Segel-Reinhardt (4. Juli – 11. Oktober 2015)
- The making of HMF – Ein neues Museum für Frankfurt (7. Oktober 2017 – 15. Juli 2018)
- Damenwahl! 100 Jahre Frauenwahlrecht (26. August 2018 – 20. Januar 2019)
- Vergessen – Warum wir nicht alles erinnern (7. März – 14. Juli 2019)
- Kleider in Bewegung – Frauenmode seit 1850 (5. Mai 2020 – 24. Januar 2021)
- Ich sehe was, was Du nicht siehst. Rassismus, Widerstand und Empowerment (1. Oktober – 28. März 2021)
- Alle Tage Wohnungsfrage. Vom Privatisieren, Sanieren und Protestieren (18. Juni 2025 – 1. Februar 2026)

## Zweigstellen

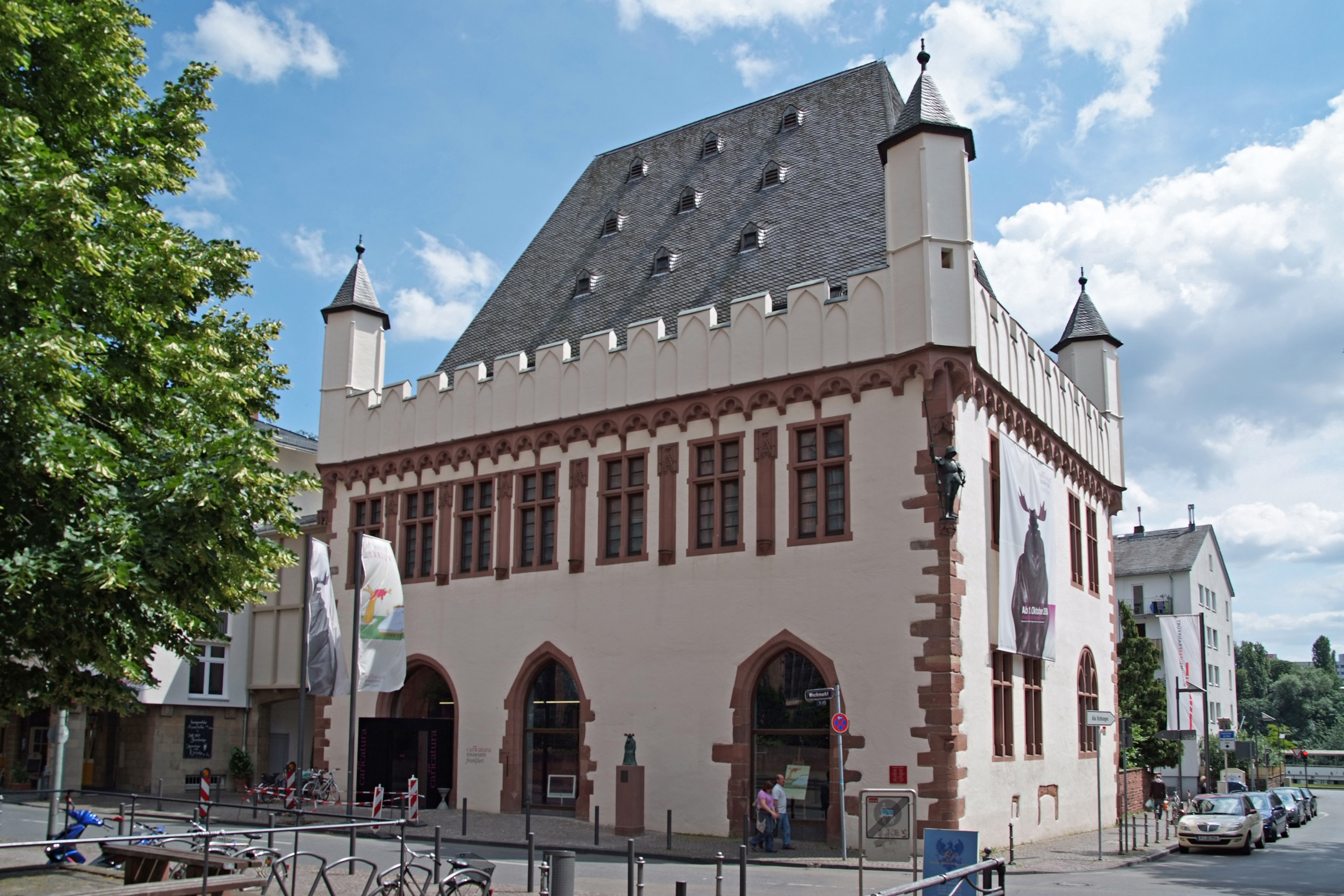
Leinwandhaus mit der Caricatura

Dem Historischen Museum angegliedert sind das Porzellan Museum Frankfurt in Höchst und das Junge Museum Frankfurt. Das Caricatura Museum war zunächst eine Zweigstelle, wurde aber 2019 in die Eigenständigkeit entlassen. Im Haus zur Goldenen Waage in der neuen Frankfurter Altstadt hat das HMF die beiden Obergeschosse des Vorderhauses mit Möbeln, Gemälden und Alltagsgegenständen des 17. und 18. Jahrhunderts eingerichtet.

### Junges Museum
Das Junge Museum Frankfurt eröffnete 1972 als Kindermuseum im HMF. Von 2008 bis 2018 war es wegen der Umbauten des Historischen Museums im U-Bahnhof Hauptwache ausgelagert. Seit Februar 2018 befindet es sich mit neuem Namen, „Junges Museum Frankfurt“, wieder in dem Räumen des Historischen Museums am Römer und zeigt interaktive Ausstellungen für 6- bis 14-Jährige.

### Caricatura
Das Museum für komische Kunst im Leinwandhaus sammelt die Werke bedeutender Karikaturisten. Einen Schwerpunkt bildet dabei die Neue Frankfurter Schule. Im Herbst 2005 erwarb die Stadt insgesamt rund 5.000 Bildwerke von F. W. Bernstein, Robert Gernhardt, Chlodwig Poth, Hans Traxler und F. K. Waechter. Sie sollen zukünftig den Kernbestand der Sammlung bilden und die Caricatura so dauerhaft an Frankfurt binden. Seit 1. April 2019 ist Caricatura eine selbstständige Einrichtung; vorangegangen war ein Zerwürfnis zwischen Gründungsdirektor Achim Frenz und dem vorgesetzten Direktor des Historischen Museums Jan Gerchow.

### Porzellan Museum Frankfurt im Kronberger Haus

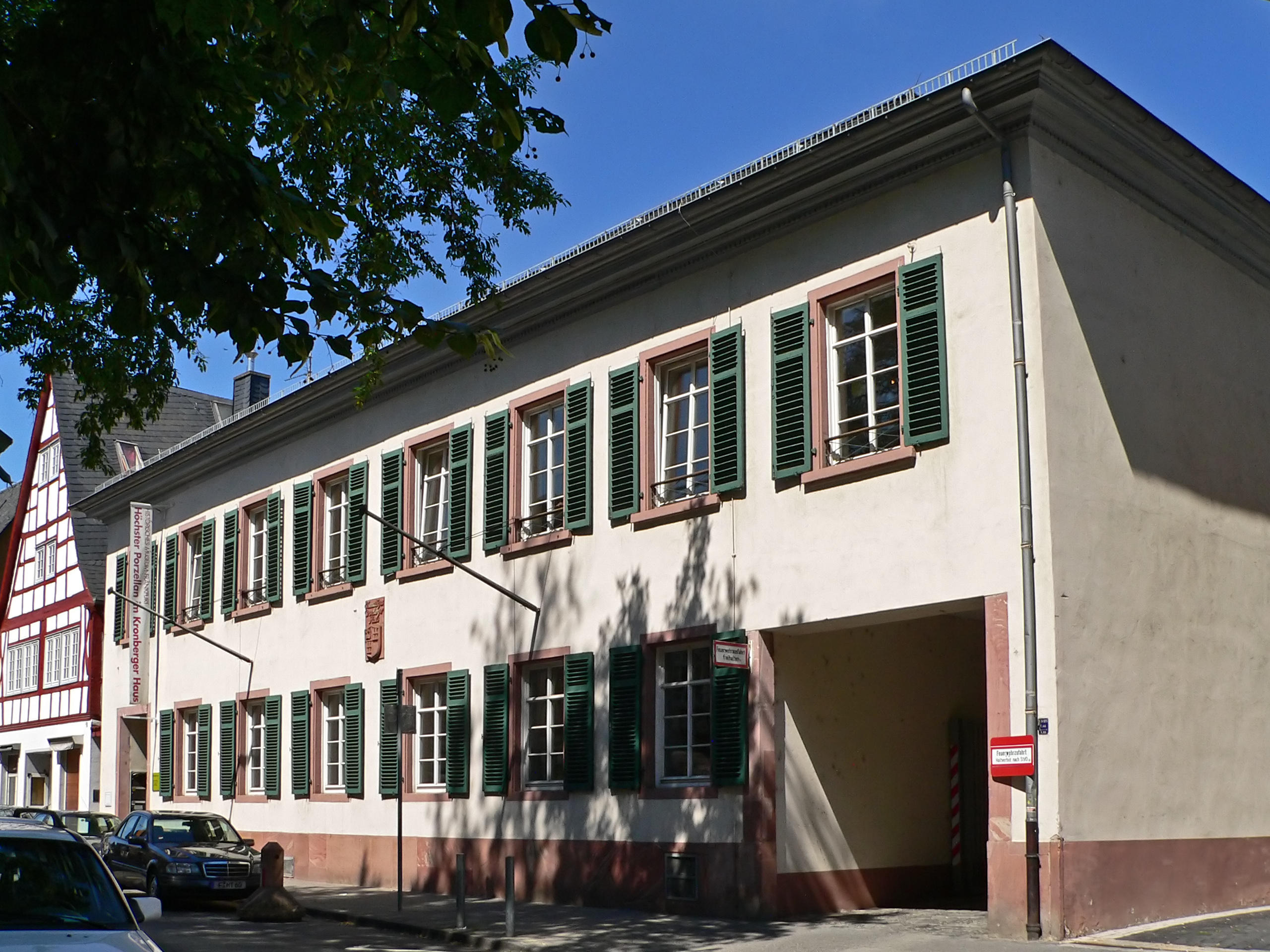
Das Kronberger Haus in Frankfurt-Höchst mit dem Porzellan Museum Frankfurt

Im Kronberger Haus in Frankfurt-Höchst befindet sich seit 1994 eine Außenstelle des Historischen Museums. Hier werden etwa 1.000 Stücke Fayencen und Porzellane aus der Höchster Porzellanmanufaktur gezeigt.